# オーストリア

オーストリア共和国
Republik Österreich

国の標語：なし
国歌：Land der Berge, Land am Strome（ドイツ語）
山岳の国、大河の国

1. 

オーストリア共和国（オーストリアきょうわこく、ドイツ語: Republik Österreich、バイエルン・オーストリア語: Republik Östareich）、通称オーストリアは、中央ヨーロッパに位置する連邦共和制国家。首都はウィーン。
西側はリヒテンシュタイン、スイスと、南はイタリアとスロベニア、東はハンガリーとスロバキア、北はドイツとチェコと隣接する。基本的には中欧とされるが、歴史的には西欧や東欧に分類されたことがある。

## 概要
中欧に650年間ハプスブルク家の帝国として君臨し、第一次世界大戦まではイギリス、フランス、ドイツ、ロシアと並ぶ欧州五大国、列強の一角を占めていた。1918年、第一次世界大戦の敗戦と革命により1867年より続いたオーストリア＝ハンガリー帝国が解体し、共和制（第一共和国）となった。この時点で多民族国家だった旧帝国のうち、かつての支配民族のドイツ人が多数を占める地域におおむね版図が絞られた。1938年には同じ民族の国家であるナチス・ドイツに併合されたが、ドイツ敗戦後の1945年から1955年には連合国軍による分割占領の時代を経て、1955年の独立回復と永世中立国化により現在に続く体制となった。
音楽を中心に文化大国としての歴史も有する。EU加盟以降は、同言語・同民族の国家同士でありながら複雑な国際関係が続いてきたドイツとの距離が再び縮まりつつあり、国内でも右派政党の伸張などドイツ民族主義の位置づけが問われている。
本項ではおもに1955年以降のオーストリア共和国に関して記述する。それ以前についてはオーストリアの歴史、ハプスブルク君主国、オーストリア公国、オーストリア大公国、オーストリア帝国、オーストリア＝ハンガリー帝国、第一共和国 (オーストリア)、アンシュルス、連合軍軍政期 (オーストリア) を参照。

## 国名
正式名称はRepublik Österreich （ドイツ語: レプブリーク・エースターライヒ）。
通称  Österreich（エースターライヒ）['ø:stəraiç] 。Ö  は正確には日本語の「エ」ではなく、丸めた「オ」の口をしながら「エ」を発音する音[øː]だが、日本語では「エ（ー）」で表記する慣習があるほか、日本人には「ウ（ー）」のように聴こえることもある。
公式の英語表記は Republic of Austria。通称Austria、形容詞はAustrian（オーストリアン）。日本語の表記はオーストリア共和国、通称オーストリア。漢字表記では墺太利または澳地利（略表記：墺）と記される。ドイツ語の表記や発音（および下記オーストラリアとの混同回避）を考慮した日本語表記はエースタ（ー）ライヒ、エスタ（ー）ライヒ、または舞台ドイツ語的表記によるエステ（ル）ライヒであり、専門書や各種サイトなどで使用されている。

### 由来と「狭義のオーストリア」
国名のÖsterreichは、ドイツ語で「東の国」という意味である。フランク王国のころにオストマルク（「東方辺境領」）が設置されたことに由来する。OstmarkとはOst-markで「東方の守り」を意味する（デンマーク（Danmark）の「マーク」と同じ）。ドイツ語を含む各言語の呼称はそれが転訛したものである。
狭義のオーストリアはかつてのオーストリア大公領であり、現在のオーストリアの領土のうちザルツブルク大司教領やケルンテン地方、シュタイアーマルク地方、チロル地方は含まれない。オーストリア大公を名乗り同大公領を世襲してきたハプスブルク家、ハプスブルク＝ロートリンゲン家を「オーストリア家」と呼ぶようになり、時代が下るにつれ同家が統治する領地を漠然と「オーストリア」と呼ぶようになった。1804年のオーストリア帝国の成立に際しても「『オーストリア』の地理的範囲」は具体的に定義されなかった。1918年にオーストリア・ハンガリー帝国が解体され、ウィーンを首都にドイツ人が多数を占める地域で「国民国家オーストリア」が建設されるが、これは一地方の名前を国名に使用したことになる。
現在のオーストリアの行政区画では、かつてのオーストリア大公領は上オーストリア州、下オーストリア州に分割継承されている。
ドイツ語のエスターライヒのReich（ライヒ）はしばしば「帝国」と日本語訳されるが、フランスのドイツ語名が現在でもFrankreich（フランクライヒ）であるように、厳密には「帝国」という意味ではない。「Reich」には語源的に王国、または政治体制を問わず単に国、（特定の）世界、領域、（動植物の）界という意味が含まれている。
なお隣国のチェコ語ではRakousko / Rakúskoと呼ぶが、これは国境の一角の地名ラープス・アン・デア・ターヤに由来している。

### オーストリア家（ハプスブルク家）との関係
オーストリアを統治してきたハプスブルク家およびハプスブルク＝ロートリンゲン家は「オーストリア家（独: Haus Österreich, 西: Casa de Austria, 仏: Maison d'Autriche, 英: House of Austria）」とも呼ばれ、同家の成員はハプスブルク、ハプスブルク＝ロートリンゲンの家名の代わりに「オーストリアの」を表す各国の言語で呼ばれる（e.g. Marie-Antoinette d'Autriche、マリー＝アントワネット・ドートリシュ）。「オーストリア家」にはスペイン・ハプスブルク家も含まれることがあり、たとえば、フランスのルイ14世の王妃マリー・テレーズ・ドートリッシュ（スペイン語：マリア・テレサ・デ・アウストリア）はフランス語、スペイン語でそれぞれ「オーストリアの」とあって、スペイン・ハプスブルク家の王女である。日本語版Wikipediaでは、ハプスブルク家がドイツ系の家系であることから、記事名にはドイツ語の「フォン・エスターライヒ」（e.g. カール・ルートヴィヒ・フォン・エスターライヒ）を使用している。

### オーストラリアとの混同
オーストリアはオーストラリアと間違えられることがある。「オーストリア」はドイツ語 Österreich「東の国; オーストリア」の Oster-「東」を同源のラテン語 auster-「南」で置き換えた呼び方であり、「オーストラリア」はラテン語 terra australis「南の地」に由来する。すなわち「オーストリア」と「オーストラリア」は共にラテン語 auster「南」に由来する。
日本では、オーストリア大使館とオーストラリア大使館を間違える人もおり、東京都港区元麻布のオーストリア大使館には、同じく港区三田の「オーストラリア大使館」への地図が掲げられている。
2005年日本国際博覧会（愛知万博）のオーストリア・パビリオンで配布された冊子では、日本人にオーストラリアとしばしば混同されることを取り上げ、オーストリアを「オース鳥ア」、オーストラリアを「オース虎リア」と覚えるように呼びかけている。
両国名の混同は日本だけではなく英語圏、ロシア語圏、トルコ語圏など多くの言語で見られ、聞き取りにくい場合は「ヨーロッパの」を表す形容詞が付け加えられる場合もある。しばしばジョークなどに登場し、オーストリアの土産物屋などでは、黄色い菱形にカンガルーのシルエットを黒く描いた「カンガルーに注意」を意味するオーストラリアの道路標識に、「NO KANGAROOS IN AUSTRIA（オーストリアにカンガルーはいない）」と書き加えたデザインのTシャツなどが売られている。フランス語（オーストラリア: Australie /オストラリ/,  オーストリア: Autriche /オトリシュ/）やチェコ語（オーストラリア: Austrálie, オーストリア: Rakousko）のように、両国を問題なく区別できる言語もある。

### オーストリー表記
2006年10月に駐日オーストリア大使館商務部は、オーストラリアとの混同を防ぐため、国名の日本語表記を「オーストリア」から「オーストリー」に変更すると発表した。オーストリーという表記は、19世紀から1945年まで使われていた「オウストリ」という表記に基づいているとされた。
発表は大使館の一部局である商務部によるものだったが、署名はペーター・モーザー大使（当時）とエルンスト・ラーシャン商務参事官（商務部の長）の連名（肩書きはすでに「駐日オーストリー大使」「駐日オーストリー大使館商務参事官」だった）で、大使館および商務部で現在変更中だとされ、全面的な変更を思わせるものだった。
しかし2006年11月、大使は、国名表記を決定する裁量は日本国にあり、日本国外務省への国名変更要請はしていないため、公式な日本語表記はオーストリアのままであると発表した。ただし、オーストリーという表記が広まることにより、オーストラリアと混同されることが少なくなることを願っているとされた。
その後、大使館商務部以外では、大使館、日本の官公庁、マスメディアなどに「オーストリー」を使う動きは見られない。たとえば、2007年5月4日の「朝日新聞」の記事では、同国を「オーストリア」と表記している。
大使館商務部の公式サイトは、しばらくは一貫して「オーストリー」を使っていた。しかし、2007年のサイト移転・リニューアルと前後して（正確な時期は不明）、大使館商務部のサイトでも基本的に「オーストリア」を使うようになった。「オーストリー」については、わが国の日本語名はオーストリア共和国であると断ったうえで
- オーストリーの使用はそれぞれの企業の判断にゆだねる
- マーケティングで生産国が重要な企業にはオーストリーの使用を提案する
- 「オーストリーワイン」がその成功例である

などと述べるにとどまっている。
日本では雑誌『軍事研究』がオーストリーの表記を一部で用いている。

## 歴史

### オーストリアの成立
ローマ帝国以前の時代、現在オーストリアのある中央ヨーロッパの地域にはさまざまなケルト人が住んでいた。やがて、ケルト人のノリクム王国はローマ帝国に併合され属州となった。ローマ帝国の衰退後、この地域はバヴァリア人、スラブ人、アヴァールの侵略を受けた。スラブ系カランタニア族はアルプス山脈へ移住し、オーストリアの東部と中部を占めるカランタニア公国（658年 - 828年）を建国した。788年にカール大帝がこの地域を征服し、植民を奨励してキリスト教を広めた。東フランク王国の一部だった現在のオーストリア一帯の中心地域は976年にバーベンベルク家のリウトポルトに与えられ、オーストリア辺境伯領（marchia Orientalis）となった。オーストリアの名称が初めて現れるのは996年でOstarrîchi（東の国）と記され、バーベンベルク辺境伯領を表した。
1156年、"Privilegium Minus"で知られる調停案により、オーストリアは公領に昇格した。1192年、バーベンベルク家はシュタイアーマルク公領を獲得する。1230年にフリードリヒ2世（在位：1230年 - 1246年）が即位。フリードリヒは近隣諸国にしばしば外征を行い、財政の悪化を重税でまかなった。神聖ローマ帝国フリードリヒ2世とも対立。1241年にモンゴル帝国がハンガリー王国に侵入（モヒの戦い）すると、その領土を奪い取った。1246年にライタ川の戦いでフリードリヒ2世が敗死したことによりバーベンベルク家は断絶。その結果、ボヘミア王オタカル2世がオーストリア、シュタイアーマルク、ケルンテン各公領の支配権を獲得した。彼の支配は1278年のマルヒフェルトの戦いで神聖ローマ皇帝ルドルフ1世に敗れて終わった。

### ハプスブルク家支配の成立

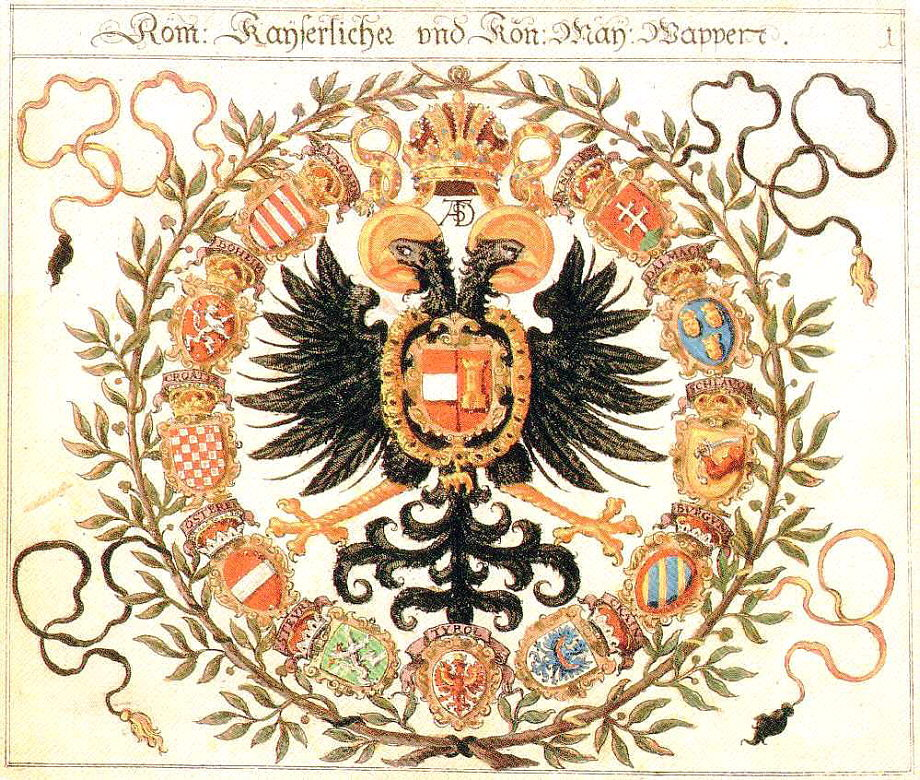
1605年の ハプスブルク皇帝の紋章

ザルツブルクはザルツブルク大司教領（1278年 - 1803年）となり、ザルツブルク大司教フリードリヒ2世・フォン・ヴァルヒェンが領主となった。1290年、アルブレヒト1世がエンス渓谷の所有権と諸権利をめぐってザルツブルク大司教と争い、ルドルフ1世の調停によって自身に有利な条約が結ばれた。翌年7月にルドルフが死んで、アルブレヒト包囲網が編成された。教皇ニコラウス4世の了解を得て、ハンガリー王、ボヘミア王、ニーダーバイエルン公、サヴォイア公、ザルツブルク、アクイレイア、コンスタンツの聖界諸侯、旧ロンバルディア同盟の諸都市、およびスイス誓約同盟も加わった諸国が大同盟を結成した。選帝侯を味方につけられないアルブレヒトは大同盟から大打撃を受け、フランスを範にとり財政改革を行うことになった。裕福なウィーン市民をフープマイスターなる管財人へ任命し、人手に渡っていた所領をたちまちに回収した。しかしアルブレヒトが1308年に暗殺されてオーストリアは弱くなった。レオポルト1世はモルガルテンの戦いに敗れてフランスに接近した。
フリードリヒ3世の死後一世紀あまりの間、ハプスブルク家はローマ王位から遠ざかった。しかし、この間にも政争は絶えなかった。1335年、ゲルツ伯家のハインリヒ6世が没し、唯一の女子マルガレーテ・マウルタッシュが伯位を継承したが（チロル女伯）、領土の相続をめぐってルクセンブルク家、ヴィッテルスバッハ家、ハプスブルク家が介入した。銀山のあるチロルは位置もイタリア政策の拠点となりうる垂涎の的であった。
1358年にハプスブルクはオーストリア大公（オーストリア大公国）を称した。1363年、ハプスブルク家のオーストリア公ルドルフ4世は、マルガレーテを退位させて強引にチロル伯領を継承、以後チロル地方はハプスブルク家の統治下に置かれた。14世紀から15世紀にかけて、このようにハプスブルクはオーストリア公領周辺領域を獲得していく。領土の一円化はコンスタンツ公会議でイタリア政策が頓挫してから急務であった。1438年にアルブレヒト2世が義父ジギスムントの後継に選ばれた。アルブレヒト2世自身の治世は1年に過ぎなかったが、これ以降、一例を除いて神聖ローマ皇帝はハプスブルク家が独占することになる。
ハプスブルク家は世襲領をはるかに離れた地域にも獲得し始める。1477年、フリードリヒ3世の唯一の子であるマクシミリアン大公は跡取りのいないブルゴーニュ公国のマリーと結婚してネーデルラントの大半を獲得した。彼の子のフィリップ美公はカスティーリャとアラゴンの王女フアナと結婚した。フアナがのちに王位継承者となったためスペインを得て、さらにその領土のイタリア、アフリカ、新世界をハプスブルク家のものとした。
1526年、モハーチの戦いでハンガリー王ラヨシュ2世が戦死したあと、ボヘミア地域とオスマン帝国が占領していないハンガリーの残りの地域がオーストリアの支配下となった。1529年、第一次ウィーン包囲。オスマン帝国のハンガリーへの拡大により、両帝国はしばしば戦火を交えるようになった（東方問題）。1556年、カール5世が退位してスペイン＝ハプスブルク家が枝分かれした。1648年にヴェストファーレン条約が結ばれ、神聖ローマ帝国は形骸化しフランスが勢力を伸張した。

### マリア・テレジアと二元主義

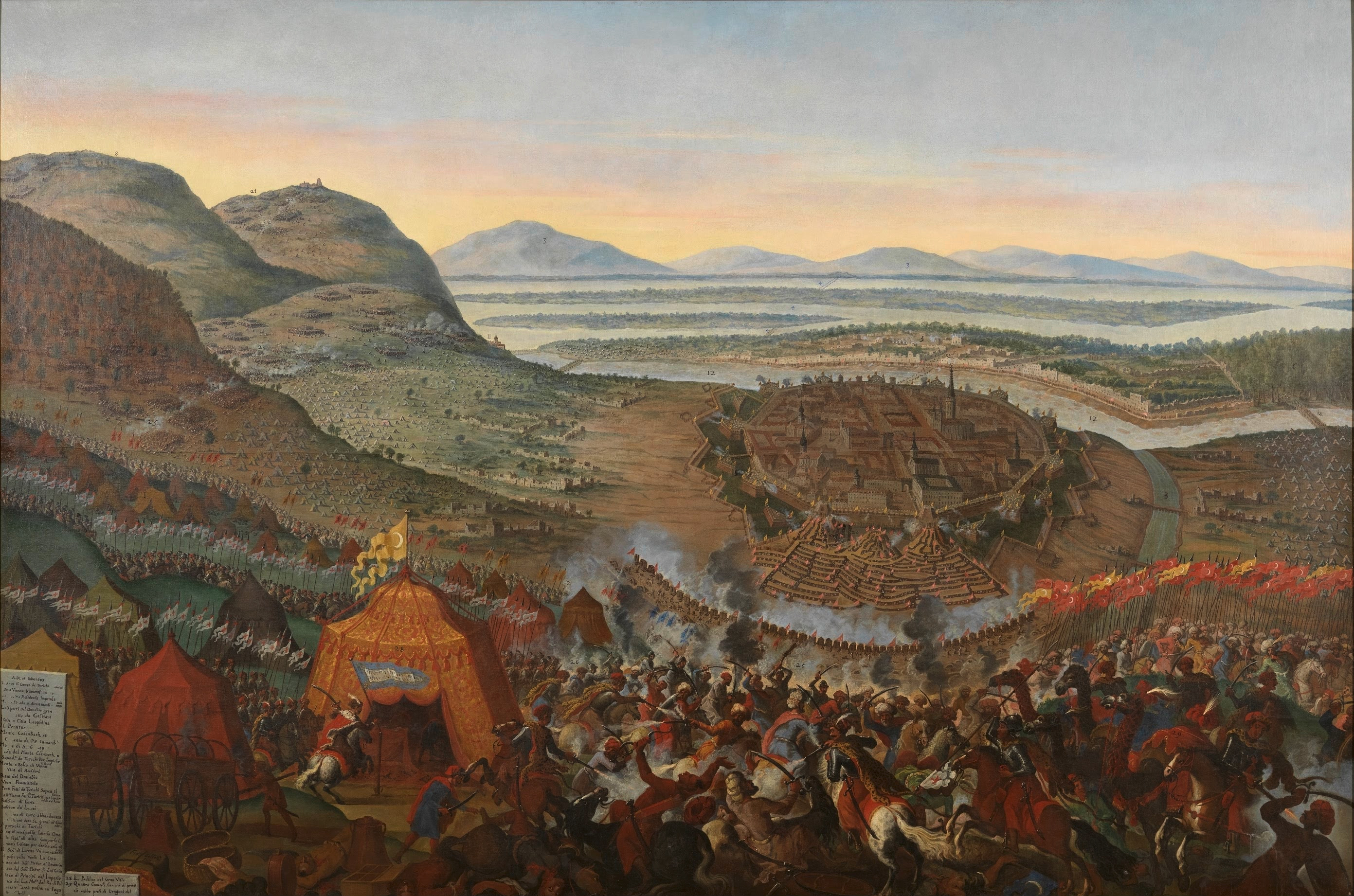
1683年の第二次ウィーン包囲はオスマン帝国のヨーロッパ侵略を打ち砕いた

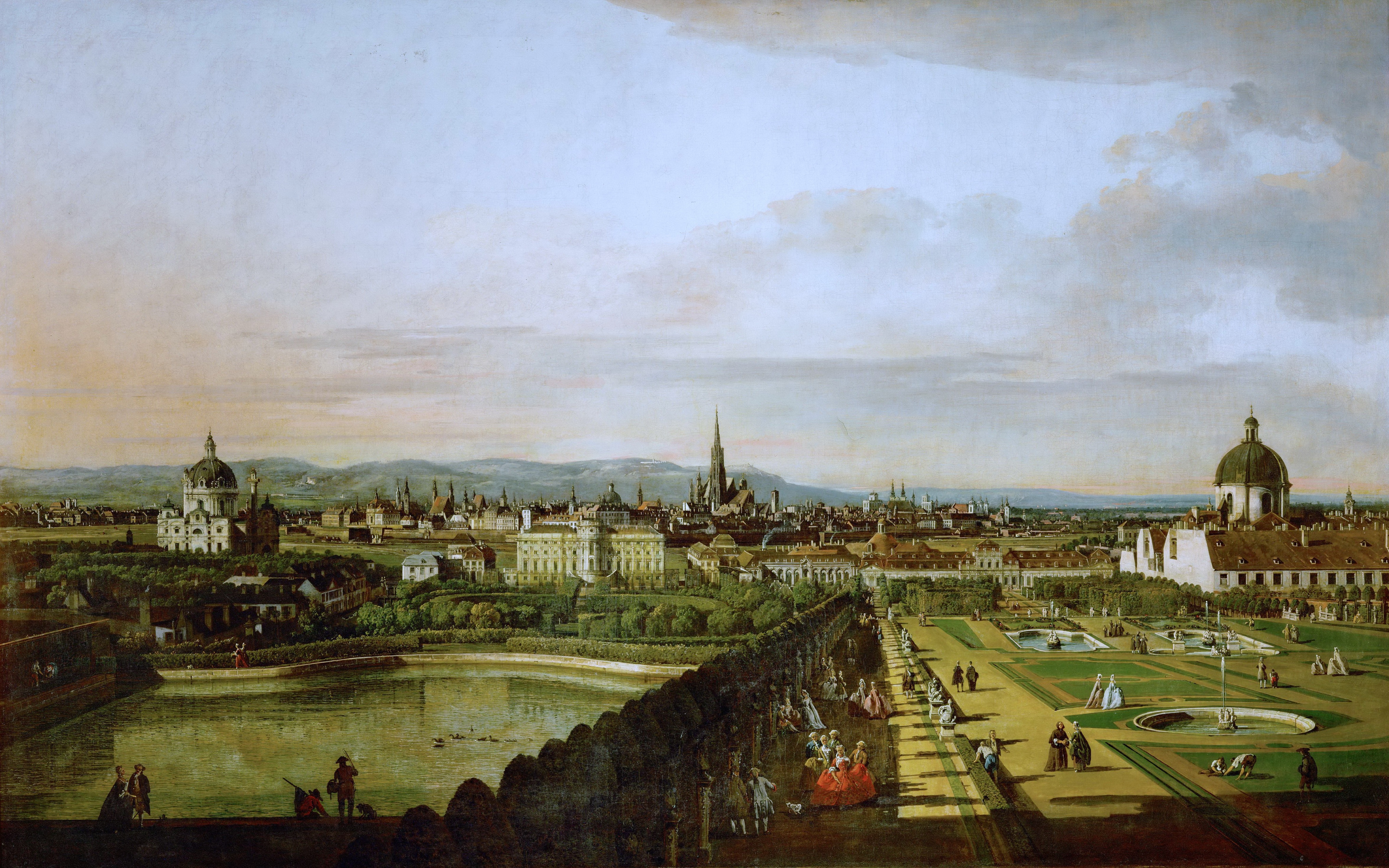
18世紀のウィーン

レオポルト1世 （1657年 - 1705年） の長期の治世では、1683年のウィーン包囲戦の勝利（指揮をしたのはポーランド王ヤン3世）に続く一連の戦役（大トルコ戦争、1683年 - 1699年）の結果締結された1699年のカルロヴィッツ条約により、オーストリアはオスマン帝国領ハンガリー全土・トランシルヴァニア公国・スラヴォニアを獲得した。カール6世（1711年 - 1740年）は家系の断絶を恐れるあまりに先年に獲得した広大な領土の多くを手放してしまう（王領ハンガリー、en:Principality of Transylvania (1711–1867)、スラヴォニア王国）。カール6世は国事詔書を出して家領不分割とマリア・テレジアにハプスブルク家を相続させる（あまり価値のない）同意を諸国から得る見返りに、領土と権威を明け渡してしまった。
カール6世の死後、諸国はマリア・テレジアの相続に異議を唱え、オーストリア継承戦争（1740年 - 1748年）が起き、アーヘンの和約で終結。プロイセン領となったシュレージエンをめぐって再び七年戦争（1756年 - 1763年）が勃発。オーストリアに勝利したプロイセンの勃興により、オーストリア＝プロシア二元主義が始まる。オーストリアはプロイセン、ロシアとともに第1回および第3回のポーランド分割（1772年と1795年）に加わった。

### 神聖ローマ帝国の解体と二重帝国

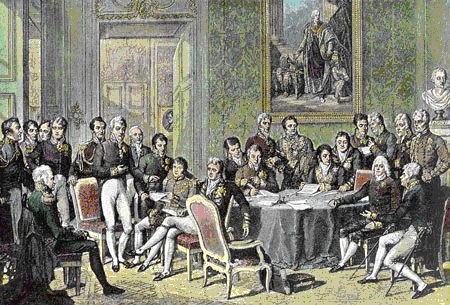
ジャン・バティスト・イザベイ作「ウィーン会議」（1819年）

フランス革命が起こるとオーストリアはフランスと戦争になったが、幾多の会戦でナポレオンに敗退し、形骸化していた神聖ローマ帝国は1806年に消滅した。この2年前の1804年、オーストリア帝国が宣言されている。1814年、オーストリアは他の諸国とともにフランスへ侵攻してナポレオン戦争を終わらせた。1815年にウィーン会議が開催され、オーストリアはヨーロッパ大陸における4つの列強国のひとつと認められた（ウィーン体制）。同年、オーストリアを盟主とするドイツ連邦が作られる。
未解決の社会的、政治的、そして国家的紛争のためにドイツは統一国家を目指した1848年革命に揺れ動かされた。結局のところ、ドイツ統一は大ドイツか、大オーストリアか、オーストリアを除いたドイツ連邦のいずれかに絞られる。オーストリアにはドイツ語圏の領土を手放す意思はなく、そのため1849年にフランクフルト国民議会がプロイセン王フリードリヒ・ヴィルヘルム4世へドイツ皇帝の称号を贈ったものの拒否されてしまった。1864年、オーストリアとプロイセンは連合してデンマークと戦い、シュレースヴィヒ公国とホルシュタイン公国をデンマークから分離させた（第二次シュレースヴィヒ＝ホルシュタイン戦争）。しかしオーストリアとドイツは両公国の管理問題で対立し、1866年に普墺戦争を開戦する。ケーニヒグレーツの戦いで敗れたオーストリアはドイツ連邦から脱退し、以後、ドイツ本土の政治に関与することはなくなった。
1867年のオーストリアとハンガリーの妥協（アウスグライヒ）により、フランツ・ヨーゼフ1世を君主に戴くオーストリア帝国とハンガリー王国の二重帝国が成立した。オーストリア＝ハンガリーはスラヴ人、ポーランド人、ウクライナ人、チェコ人、スロバキア人、セルビア人、クロアチア人、さらにはイタリア人、ルーマニア人の大きなコミュニティまでもを支配する多民族帝国であった。
この結果、民族主義運動の出現した時代においてオーストリア＝ハンガリーの統治は次第に困難になりつつあった。それにもかかわらず、オーストリア政府はいくつかの部分で融通を利かすべく最善を尽くそうとした。たとえばチスライタニア（オーストリア＝ハンガリー帝国におけるオーストリア部分の呼称）における法律と布告 (Reichsgesetzblatt) は8言語で発行され、すべての民族は各自の言語の学校で学ぶことができ、役所でも各々の母語を使用していた。ハンガリー政府は反対にほかの民族のマジャール化を進めている。このため二重帝国の両方の部分に居住している諸民族の願望はほとんど解決させることができなかった。

### 第一次世界大戦と共和制への移行

1910年時点のオーストリア＝ハンガリーの言語民族地図

1914年にフランツ・フェルディナント大公がセルビア民族主義者に暗殺される事件が起こる。オーストリア＝ハンガリー帝国はセルビアに宣戦布告し、紛争は第一次世界大戦に発展した。
4年以上の戦争を戦ったドイツ、オーストリア＝ハンガリー、トルコ、ブルガリアの中央同盟諸国の戦況は1918年後半には決定的に不利になり、異民族の離反が起きて政情も不安となったオーストリア＝ハンガリーは11月3日に連合国と休戦条約を結び、事実上の降伏をした。
第一次世界大戦の降伏直後にオーストリア革命が起こり、皇帝カール1世は「国事不関与」を宣言して共和制（ドイツ＝オーストリア共和国）に移行し、600年以上にわたったハプスブルク家の統治は終焉を迎えた。
1919年に連合国とのサンジェルマン条約が結ばれ、ハンガリー、チェコスロバキアが独立し、そのほかの領土の多くも周辺国へ割譲させられてオーストリアの領土は帝国時代の4分の1程度になってしまった。300万人のドイツ系住民がチェコスロバキアのズデーテン地方やユーゴスラビア、イタリアなどに分かれて住むことになった。また、ドイツとの合邦も禁じられ、国名もドイツ＝オーストリア共和国からオーストリア共和国へ改めさせられた。
戦後、オーストリアは激しいインフレーションに苦しめられた。1922年に経済立て直しのために国際連盟の管理の下での借款が行われ、1925年から1929年には経済はやや上向いてきたがそこへ世界恐慌が起き、1931年にクレディタンシュタルトが倒産した。

### ファシズムからアンシュルスへ
1933年、キリスト教社会党のエンゲルベルト・ドルフースによるイタリア・ファシズムに似た独裁体制が確立した（オーストロファシズム）。この時期のオーストリアにはキリスト教社会党とオーストリア社会民主党の二大政党があり各々民兵組織を有していた。対立が高まり内戦（2月内乱）となる。

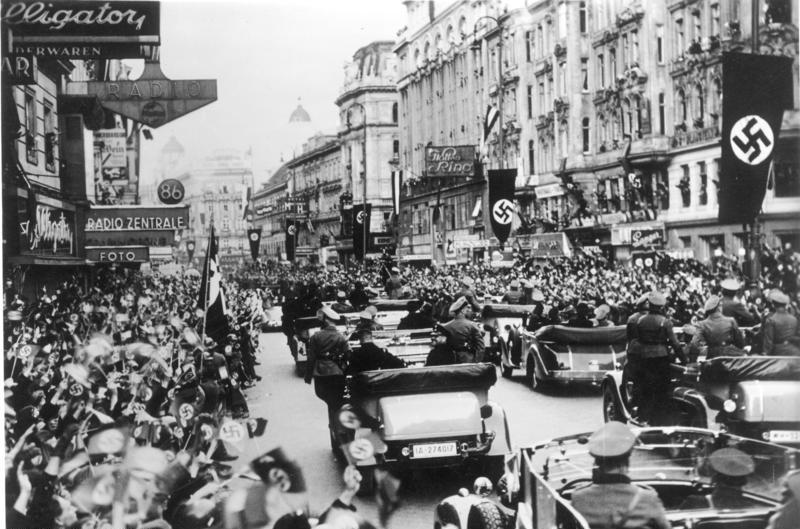
進駐ドイツ軍を歓迎するウィーン市民

内戦に勝利したドルフースは社会民主党を非合法化し、翌1934年5月には憲法を改正して権力を固めたが、7月にオーストリア・ナチスのクーデターが起こり暗殺された。後継者のクルト・シュシュニックはナチスドイツから独立を守ろうとするが、1938年3月12日、ドイツ軍が侵入して全土を占領し、オーストリア・ナチスが政権を掌握した。3月13日にアンシュルス（合邦）が宣言され、オーストリア出身のアドルフ・ヒトラーが母国をドイツと統一させた。
オーストリアは第三帝国に編入されて独立は失われた。ナチスはオストマルク法を制定してオーストリアをオストマルクとし、1942年にアルペン＝ドナウ帝国大管区群と改称している。第三帝国崩壊直前の1945年4月13日、ソ連軍によるウィーン攻勢によってウィーンは陥落した。カール・レンナーがソ連軍の承認を受けて速やかにウィーンに臨時政府を樹立し、4月27日に独立宣言を行い第三帝国からの分離を宣言した。1939年から1945年の死者は26万人 、ホロコーストによるユダヤ人の犠牲者は6万5,000人に上っている。

### 第二次大戦後
ドイツと同様にオーストリアもイギリス、フランス、ソ連、アメリカによって分割占領され、オーストリア連合国委員会によって管理された（連合軍軍政期）。1943年のモスクワ宣言のときから予測されていたが、連合国の間ではオーストリアの扱いについて見解の相違があり、ドイツ同様に分断されるおそれがあった。結局、ソ連占領区のウィーンに置かれた社会民主主義者と共産主義者による政権は、レンナーがスターリンの傀儡ではないかとの疑いがあったものの、西側連合国から承認された。これによって西部に別の政権が立てられ国家が分断されることは避けられ、オーストリアはドイツに侵略され連合国によって解放された国として扱われた。
冷戦の影響を受けて数年かかった交渉の末、1955年5月15日、占領4か国とのオーストリア国家条約が締結されて完全な独立を取り戻した。1955年10月26日、オーストリアは永世中立を宣言した。1995年に欧州連合へ加盟し、間接的な憲法改正は加えられている。

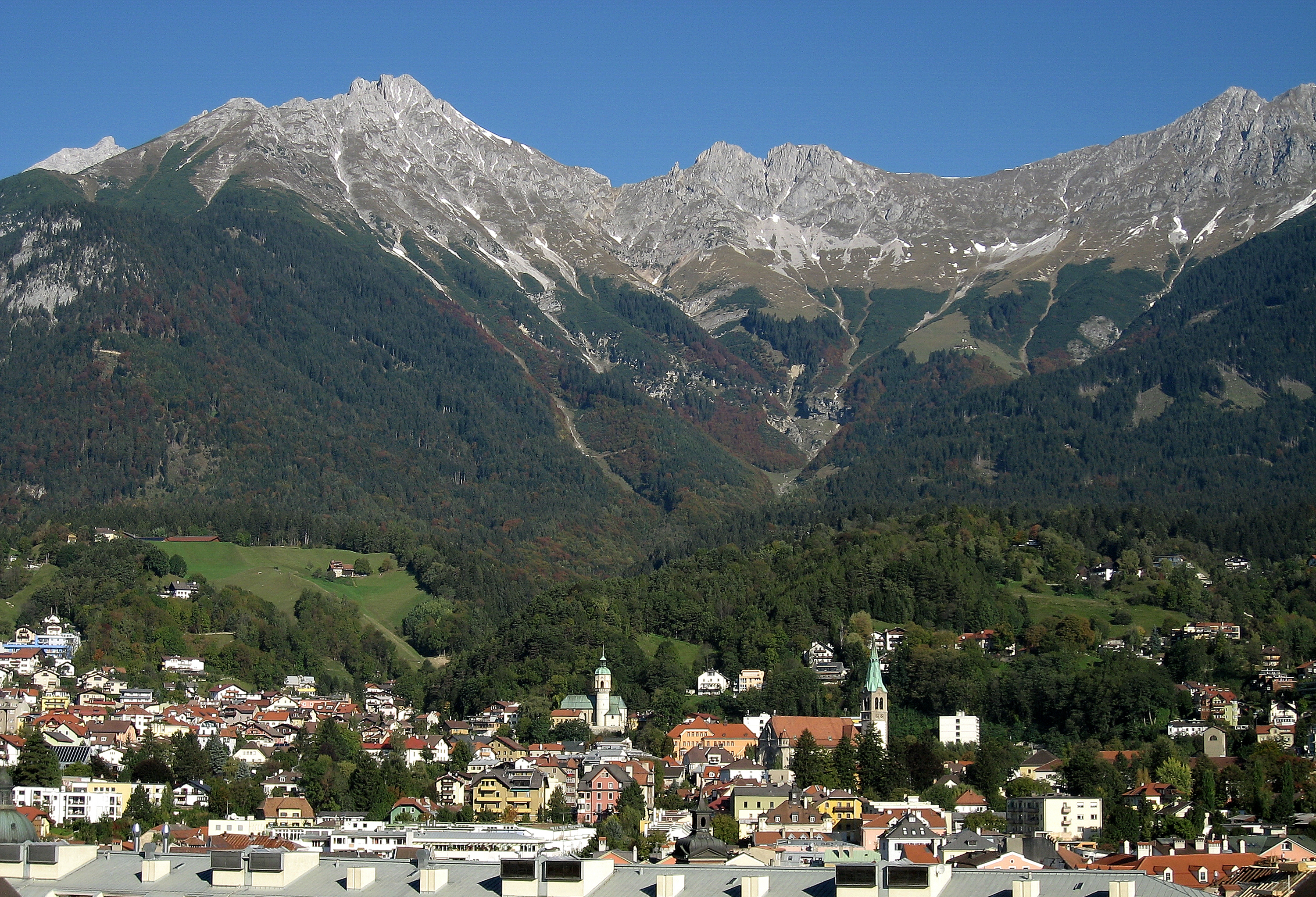
インスブルックは1964年と1976年のオリンピックを開催した。

第二共和国の政治システムは1945年に再導入された1920年および1929年の憲法に基づいている。オーストリアの政治体制はプロポルツ（比例配分主義：Proporz）に特徴づけられる。これは政治的に重要なポストは社会党と国民党の党員に平等に分配されるというものである。義務的な党員資格を持つ利益団体の「会議」（労働者、事業者、農民）の重要性が増し、立法過程に関与するという特徴がある。1945年以降、単独政権は1966年 - 1970年（国民党）と1970年 - 1983年（社会党）のみで、ほかの期間は大連立（国民党と社会党）もしくは小連立（二大政党のいずれかと小党）のいずれかになっている。
1970年 - 1983年の社会党政権における経済政策はおおむね自由化を進める方向で動いた。このような社会党政権のときに国連事務総長をつとめてきたクルト・ヴァルトハイムが、1986年に大統領となった。

## 政治
同国の政体は連邦共和制となっている。

### 行政

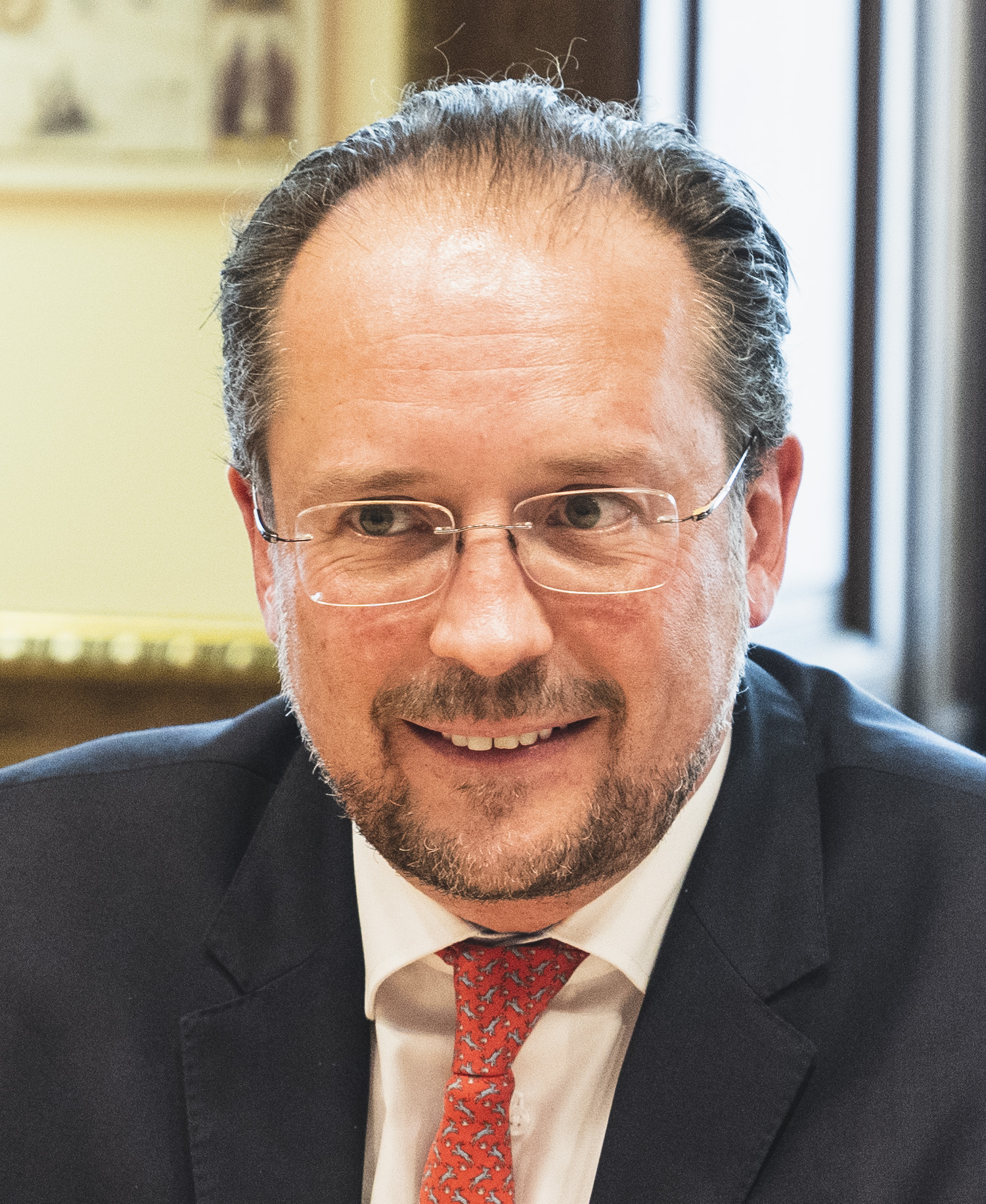
2025年1月10日より暫定的に首相を務めているアレクサンダー・シャレンベルク

国家元首の連邦大統領（Bundespräsident）は国民の直接選挙で選ばれる。任期は6年。大統領就任宣誓式は連邦会議（Bundesversammlung）で行われる。
連邦政府の首班は連邦首相（Bundeskanzler）。連邦政府（Bundesregierung）は国民議会における内閣不信任案の可決か、自発的な辞任、総選挙での敗北でしか交代することはない。

### 立法

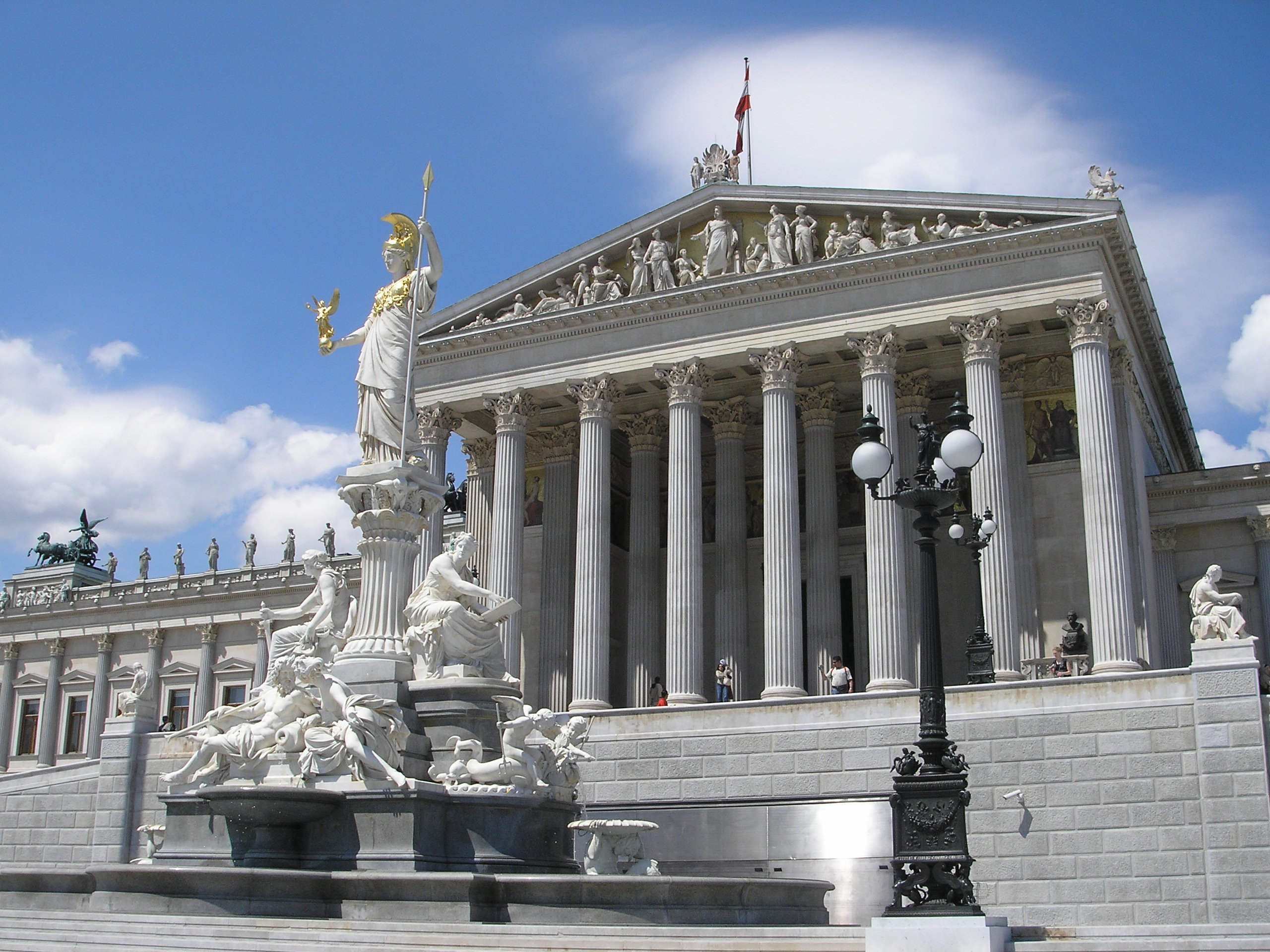
オーストリア国会議事堂

議会は4年毎に国民から選挙で選ばれる183議席の国民議会（Nationalrat）と各州議会から送られる62議席の連邦議会（Bundesrat）から成る二院制の議会制民主主義国家。国民に選挙で選ばれる国民議会の議決は連邦議会のそれに優先する。連邦議会は州に関連する法案にしか拒否権を行使できない。
連邦会議は非常設の連邦機関で、国民議会ならびに連邦議会の議員を構成員とし、大統領宣誓式のほかには、任期満了前の大統領の罷免の国民投票の実施、大統領への刑事訴追の承認、宣戦布告の決定、大統領を憲法裁判所へ告発する承認の権限がある。

### 政党
政党には、中道右派のオーストリア国民党（ÖVP）、中道左派のオーストリア社会民主党（SPÖ、旧オーストリア社会党、1945 - 1991）、極右のオーストリア自由党（FPÖ）、自由党から分かれて成立したオーストリア未来同盟（BZÖ、自由党の主要議員はこちらに移動）、環境保護を掲げる左派の緑の党、左翼のオーストリア共産党がある。
2006年の国民議会選挙で社会民主党が第1党となったため、2007年まで7年間続いた中道右派・オーストリア国民党と極右(自由党→オーストリア未来同盟）の連立政権が解消され、再び中道左派・社会民主党と国民党の大連立に移行した。2008年7月に国民党が連立解消を決め、9月に国民議会選挙が実施された。その結果、社会民主党と国民党の第1党・第2党の関係は変わらなかったものの、両党ともに議席をこの選挙で躍進した極右の自由党と未来同盟に奪われる形となった。その後、およそ2か月にわたる協議を経て、社会民主党と国民党は再び大連立を組むこととなった。中道右派、中道左派、極右は第一共和国時代のキリスト教社会党・オーストリア社会民主労働党・ドイツ民族主義派（諸政党…「農民同盟」、「大ドイツ人党」、「護国団」などの連合体）の3党に由来しており、1世紀近くにわたって3派共立の政党スタイルが確立していた。

### 司法
民事裁判と刑事裁判などの司法権は最高裁判所に属し、大統領や国会議員、最高裁判所裁判官の罷免や違憲審査、その他の憲法訴訟は憲法裁判所が管轄する。韓国やドイツの憲法裁判所とは違い、憲法解釈での衝突は微小である。

### 国際関係
オーストリア共和国は第二次世界大戦後の連合国による占領を経て、1955年に永世中立を条件に独立を認められ、以来東西冷戦中もその立場を堅持してきた。このため東側諸国からもオーストリアへの入国は比較的自由であり、長い間、亡命者を受け入れる窓口の役割を果たしてきた。1978年上半期の亡命者数として1372人の記録が残されているほか、1989年の冷戦末期には汎ヨーロッパ・ピクニックを通じて東ドイツから一度に1000人以上の大量の亡命者がやってきた。
欧州経済共同体に対抗するために結成された欧州自由貿易連合には、1960年の結成時からメンバー国だったが、1995年の欧州連合加盟に伴い脱退した。
加盟した欧州連合においては軍事面についても統合が進められており、永世中立国は形骸化したとの指摘がある。国民の間には永世中立国堅持支持も多いが、非永世中立国化への方針が2001年1月の閣議決定による国家安全保障ドクトリンにおいて公式に記述されたことにより、国内で議論が起こっている。
歴史的、地理的に中欧・東欧や西バルカンの国と関係が深く、クロアチアなどの欧州連合加盟に向けた働きかけを積極的に行っている。トルコの欧州連合加盟には消極的な立場をとっている。日本とは1869年に日墺修好通商航海条約を締結して以来友好な関係で、特に音楽方面での交流が盛んである。第一次世界大戦では敵対したが、1955年の永世中立宣言に対しては日本が最初の承認を行った。
2011年に隣国のリヒテンシュタインがシェンゲン協定に加盟したことにより、周囲の国家がすべて同協定の加盟国となり、国境管理を行っていない。

### 軍事
国軍として陸軍および空軍が編制されている。徴兵制を有し、18歳に達した男子は6か月の兵役に服する。名目上の最高指揮官は連邦大統領であるが、実質上は国防大臣が指揮をとる。北大西洋条約機構には加盟していないが、欧州連合に加盟しており、それを通じた安全保障政策が行われている。

## 地理

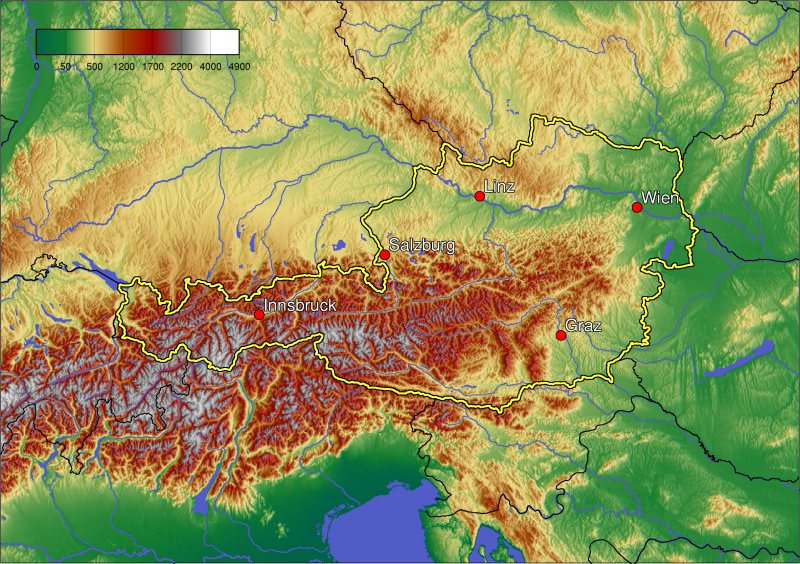
オーストリアの地形

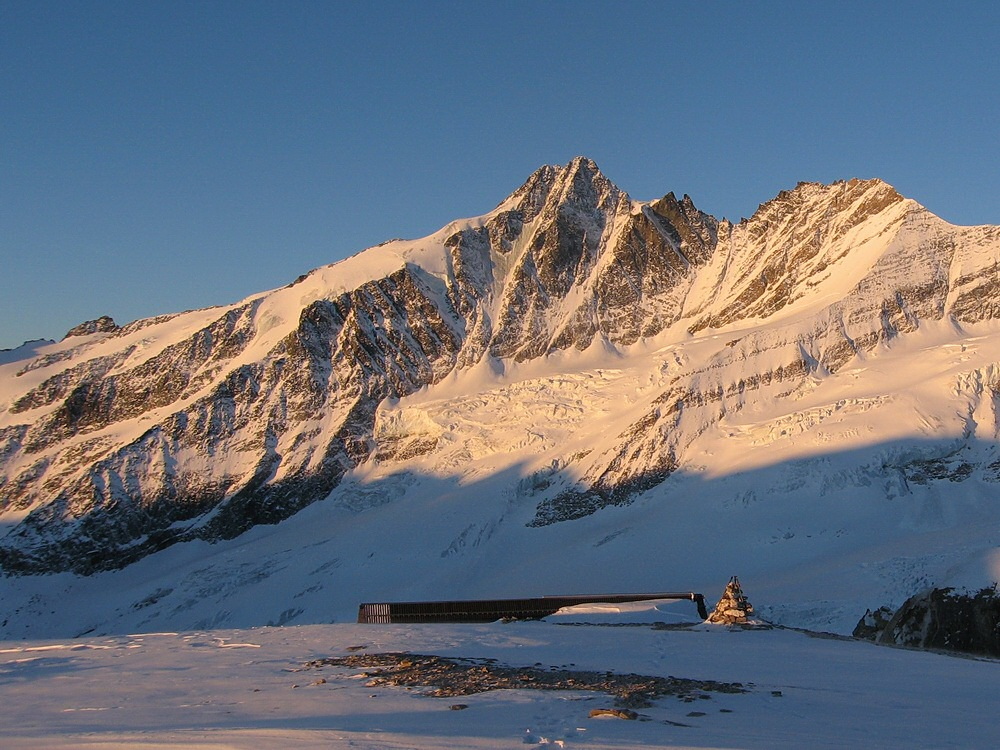
最高峰グロースグロックナー山

国土面積は日本の北海道とほぼ同じ大きさである。オーストリアの地形は大きくアルプス山脈、同山麓、カルパチア盆地（パンノニア低地）、ウィーン盆地、北部山地（ボヘミア高地）に分けられる。アルプスが国土の62％を占め、海抜500メートル以下は全土の32％に過ぎない。最高地点はグロースグロックナー山（標高3,798メートル）である。アルプスの水を集め、ドイツから首都ウィーンを通過して最終的に黒海に達する国際河川がドナウ川である。1992年にライン川やマイン川を結ぶ運河が完成し北海との交通が可能となった。

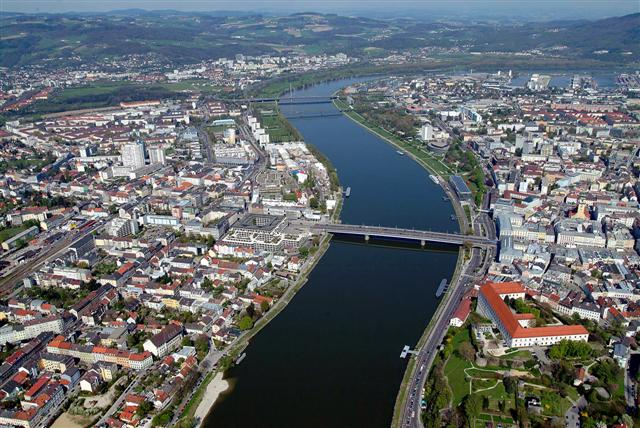
ドナウ川、オーストリア最長の川

### オーストリアの地理的名所
- アルプス山脈
- ドナウ川
- イン川
- ライタ川
- ボーデン湖
- ノイジードラー湖
- ザルツカンマーグート
- ウィーンの森
- ヴァッハウ渓谷
- グロスグロックナー山

### 気候
気候は大きく3つに大別される。東部は大陸的なパンノニア低地気候、アルプス地方は降水量が多く、夏が短く冬が長いアルプス型気候、その他の地域は中部ヨーロッパの過渡的な気候である。

## 地方行政区分

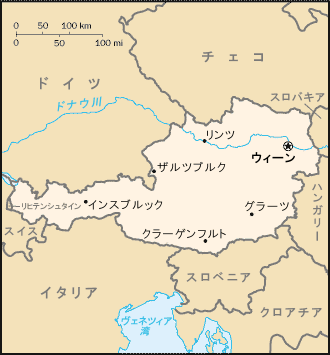
オーストリアの地図

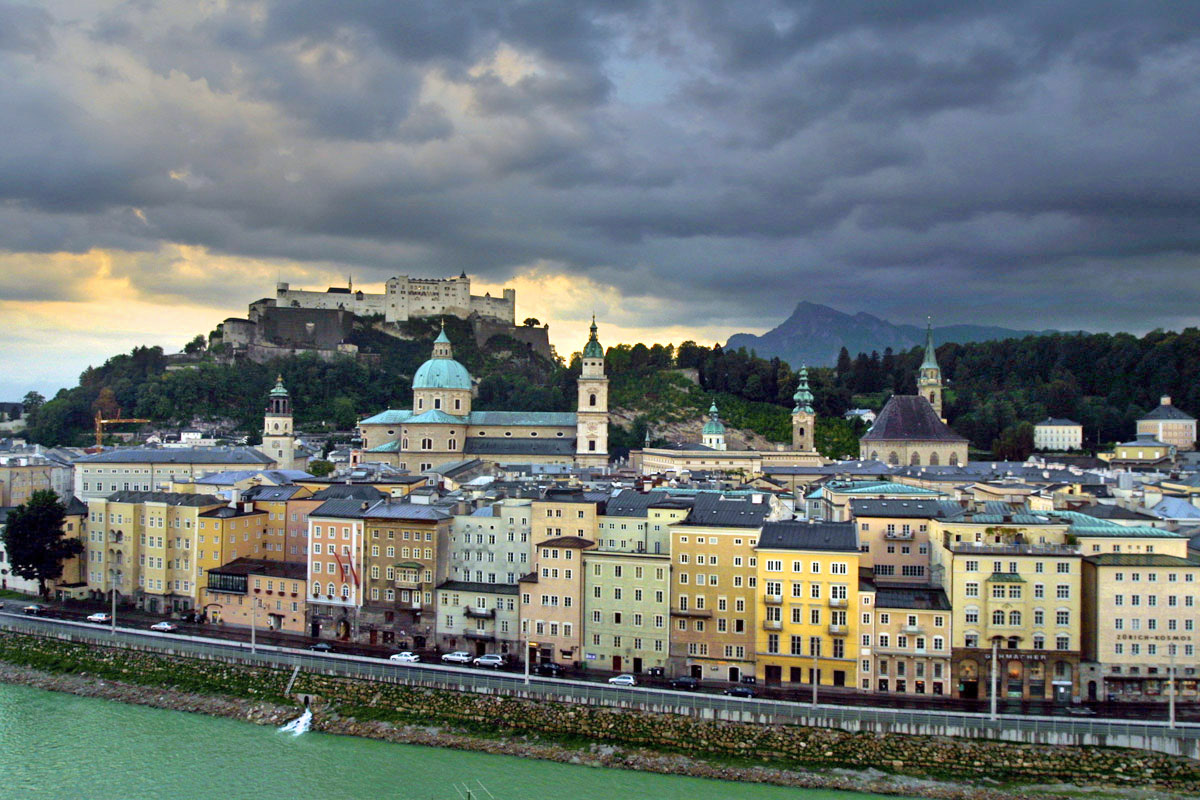
ザルツブルク旧市街

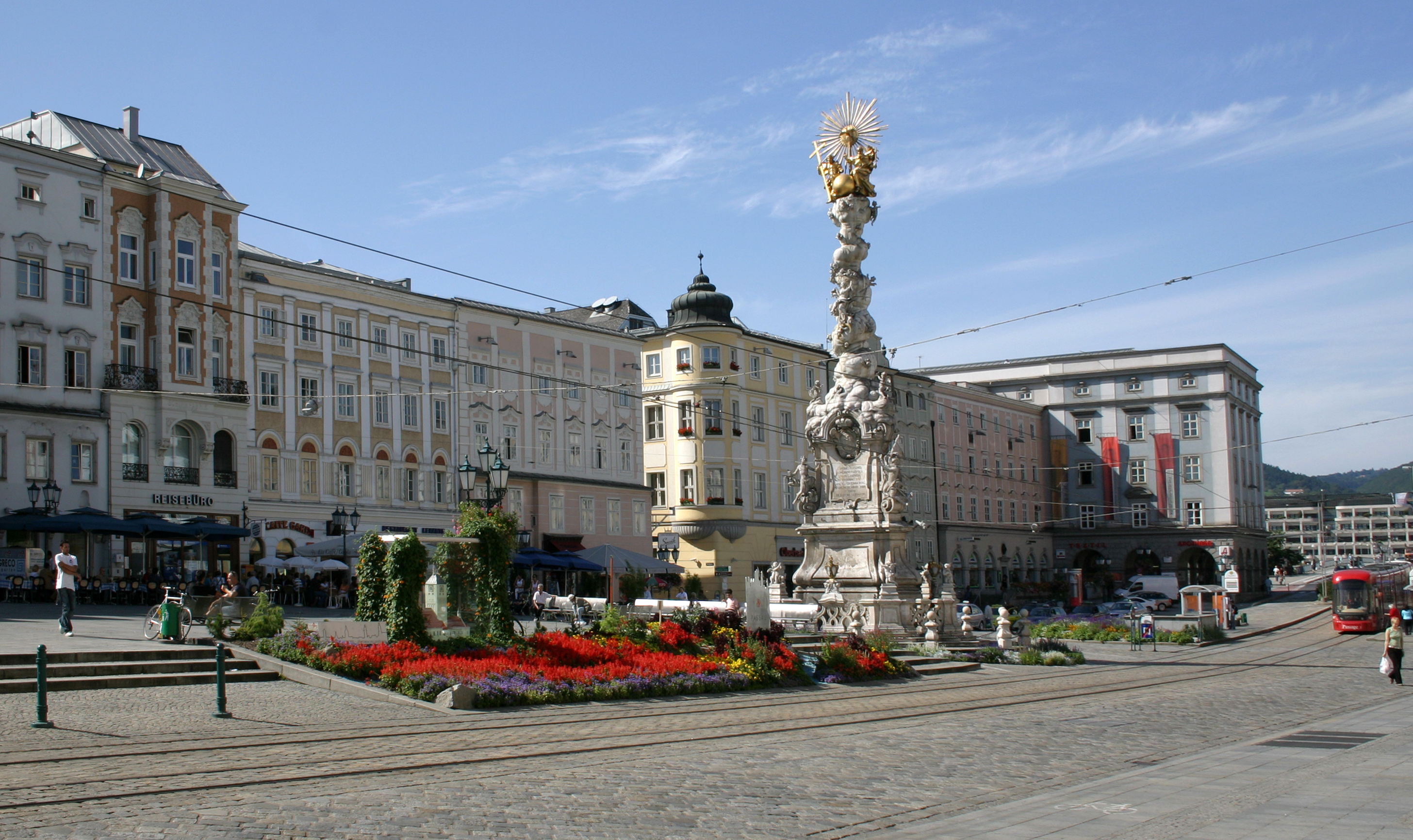
リンツのメイン広場

9つの州が存在する。このように8つの州とウィーンからなるために、9角形の硬貨が発行されたことがある。なお、9角形とはいっても、辺は直線ではなく曲線、すなわち、曲線多角形の硬貨である。
| 名称                                      | 人口(人)  | 州都/主府/本部                | 備考 |
| ----------------------------------------- | --------- | ----------------------------- | ---- |
| ブルゲンラント州 Burgenland               | 277,569   | アイゼンシュタット Eisenstadt |      |
| ケルンテン州 Kärnten                      | 559,404   | クラーゲンフルト Klagenfurt   |      |
| ニーダーエスターライヒ州 Niederösterreich | 1,545,804 | ザンクト・ペルテン St. Pölten |      |
| オーバーエスターライヒ州 Oberösterreich   | 1,376,797 | リンツ Linz                   |      |
| ザルツブルク州 Salzburg                   | 515,327   | ザルツブルク Salzburg         |      |
| シュタイアーマルク州 Steiermark           | 1,183,303 | グラーツ Graz                 |      |
| チロル州 Tirol                            | 673,504   | インスブルック Innsbruck      |      |
| フォアアールベルク州 Vorarlberg           | 372,791   | ブレゲンツ Bregenz            |      |
| ウィーン Wien                             | 1,550,123 |                               |      |

### 主要都市

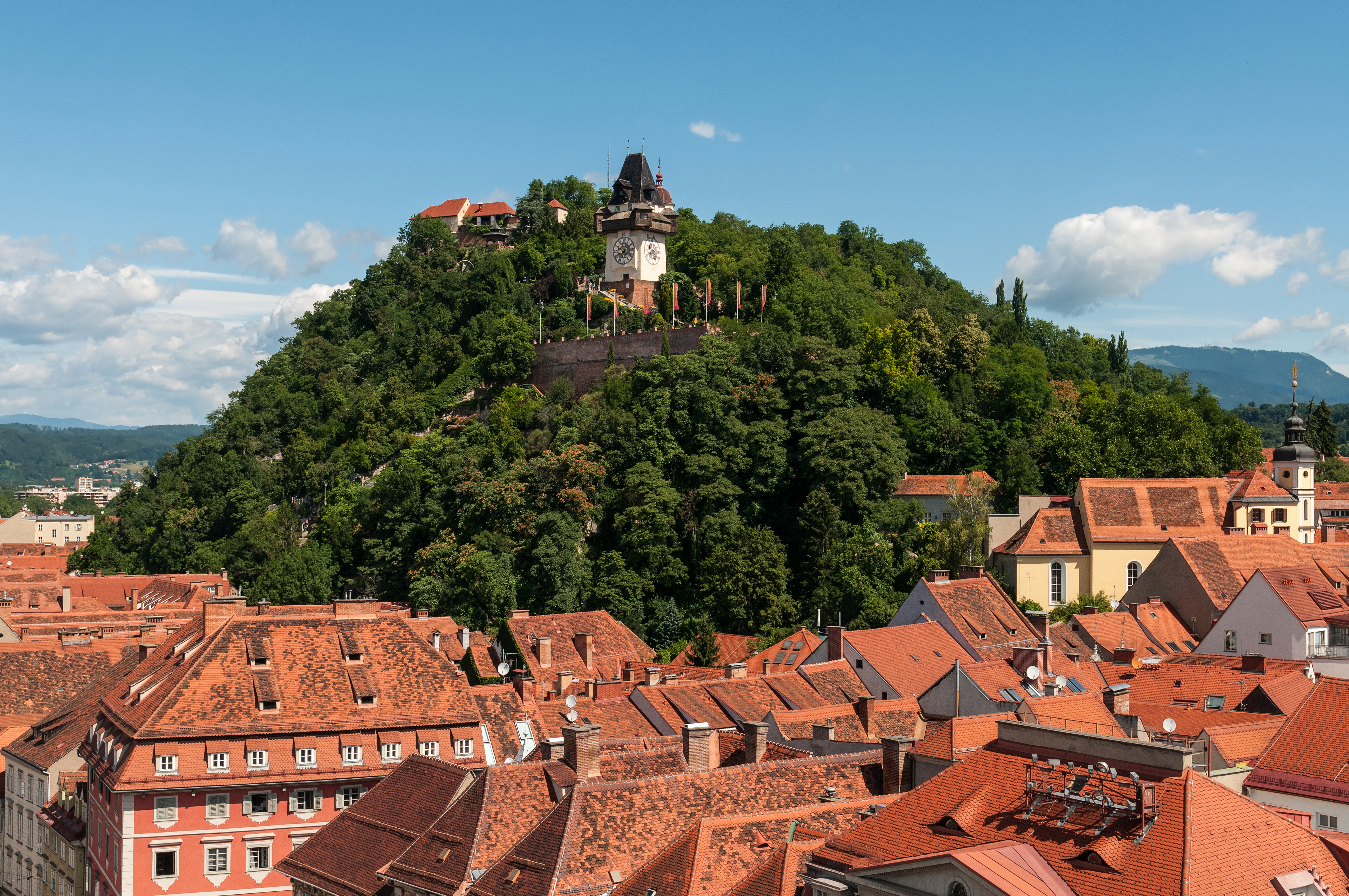
グラーツの旧市街

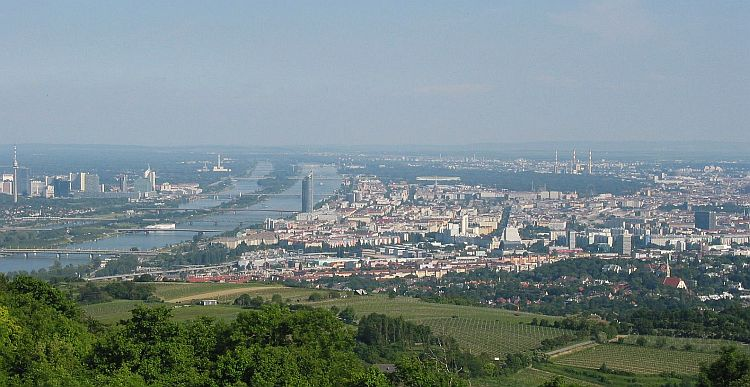
国内最大の都市であるウィーンは国際機関も集積する、欧州有数の世界都市である

| 人口順 | 都市             | 州                       | 人口（2022年） |
| ------ | ---------------- | ------------------------ | -------------- |
| 1      | ウィーン         | ウィーン                 | 1,931,593      |
| 2      | グラーツ         | シュタイアーマルク州     | 292,630        |
| 3      | リンツ           | オーバーエスターライヒ州 | 207,247        |
| 4      | ザルツブルク     | ザルツブルク州           | 155,331        |
| 5      | インスブルック   | チロル州                 | 130,585        |
| 6      | クラーゲンフルト | ケルンテン州             | 102,618        |

- アイゼンシュタット
- クレムス
- ザンクト・ペルテン
- シュタイアー
- バーデン
- バート・イシュル
- ゼーフェルト
- ハルシュタット
- ハル
- ブラウナウ
- ブレゲンツ
- マリアツェル
- メルク
- リエンツ

## 経済

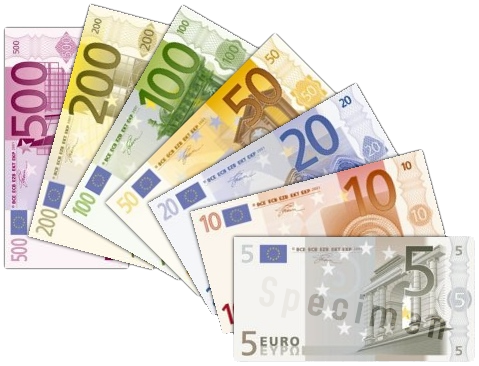
オーストリアは1999年よりユーロを導入している

日本貿易振興機構の推計値では、2019年の一人当たりの名目GDPは50,023ドルである。これは同年のEU平均値である35,774ドルの1.4倍に迫る。また、1990年以降の統計で、一人当たりの名目GDPは世界で概ね10～15位で推移しているが、20位以下に脱落したことはなく（最高順位は1995年の7位で当時30,351ドル）、経済的に豊かで安定した国である。主要産業としては、シュタイアーマルク州の自動車産業、オーバーエスターライヒ州の鉄鋼業などがある。大企業はないものの、ドイツ企業の下請け的な役割の中小企業がオーストリア経済の中心を担っている。ウィーンやザルツブルク、チロルを中心に観光産業も盛んである。失業率はほかの欧州諸国と比較して低い。欧州の地理的中心にあることから近年日本企業の欧州拠点、工場なども増加しつつある。オーストリアにとって日本はアジア有数の貿易相手国である。ヨーロッパを代表する音響機器メーカーとして歴史を持つAKGは、クラシック愛好者を中心に日本でも有名である。金融では、オーストリア銀行、エルステ銀行、ライフアイゼンバンク、BAWAG、フォルクスバンクが主要銀行である。その他の企業についてはオーストリアの企業一覧も参照のこと。

### 観光
オーストリアはシェーンブルン宮殿やハルシュタット湖、アルプス山脈に音楽の都ザルツブルクなど多くの歴史的構造物や自然が存在し、毎年約4000万人の観光客が本国を訪れている。
GDPに占める観光業の割合は17%と非常に高い上、市場調査・分析・宣伝を担う観光局は連邦経済会議所からの拠出金や宿泊事業者による宿泊税の納入、労働経済省の予算等多額の予算を様々な機関から得ておりオーストリアにおいて観光は重要な産業である。
さらに持続可能性を重要視する同国の観光業では観光の基本的本質を定めた「Tプラン」が2019年に策定されていて、九つの指針を通じて大きな観光要素となる自然環境の保護を図っている。

## 交通

### 鉄道
ÖBB（オーストリア国鉄）が主要幹線を網羅しており、山岳部ではゼンメリング鉄道をはじめとする登山列車なども運行している。ウィーンでは地下鉄やSバーン、路面電車なども運行され、インスブルックやリンツなどの主要都市にも路面電車がある。

### 航空
ウィーン、インスブルック、ザルツブルク、グラーツ、クラーゲンフルトの各都市に国際空港がある。ウィーン国際空港では、ドイツ語の案内放送のあと、英語で案内放送がある。

## 国民

### 民族

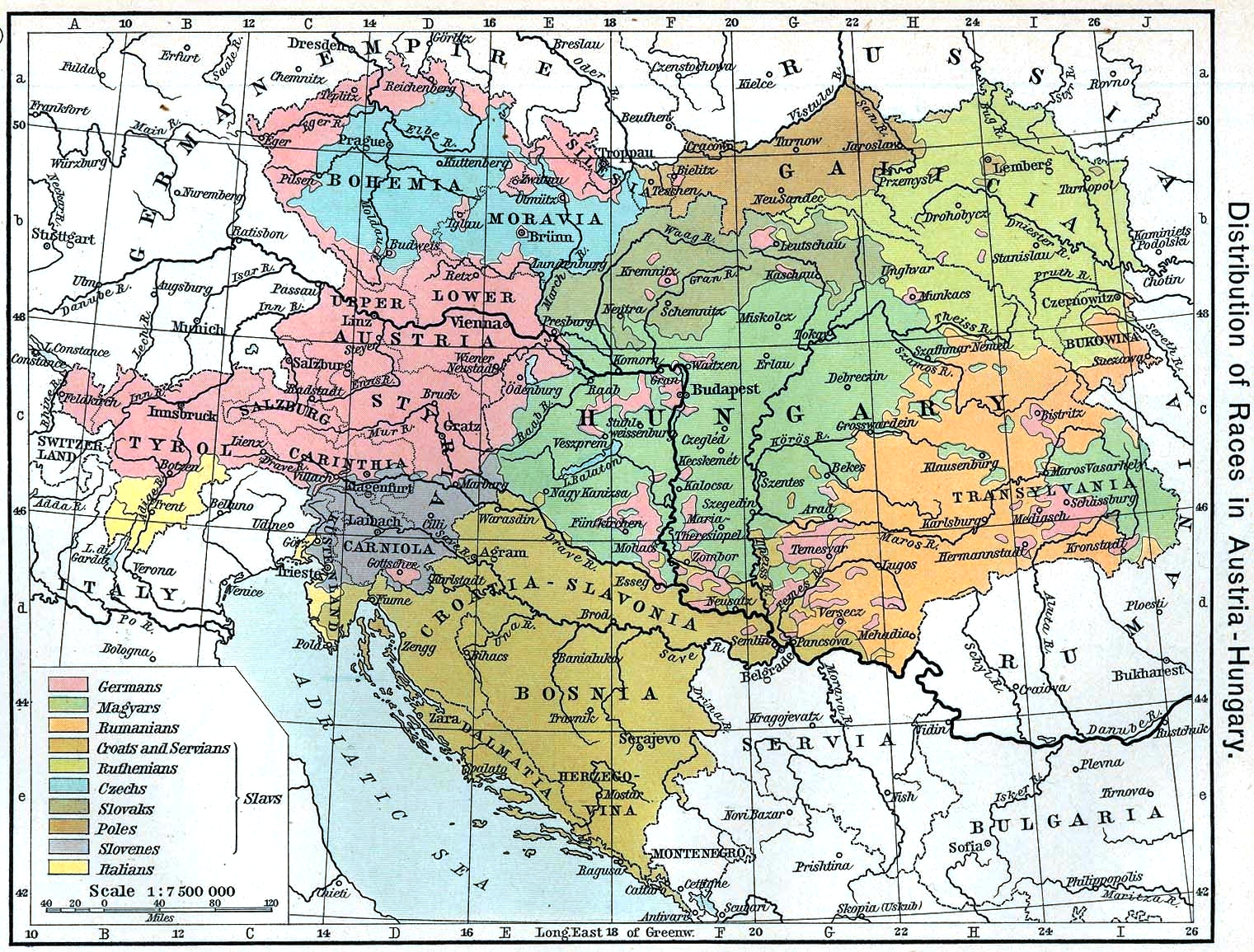
帝国時代の民族分布

「領地はたくさんある。人口もたくさんある。しかしオーストリア民族はいない。国家はない」とはオーストリアのジャーナリスト、ヘルムート・アンディクス（de:Hellmut Andics）がオーストリア帝国を評したものであるが、実際に今のオーストリアの領土はかつての「ドイツ人の神聖ローマ帝国」を構成する「上オーストリア」「下オーストリア」「ケルンテン」「ザルツブルク司教領」「チロル」などから構成されており、その統治者であったハプスブルク家は「ドイツ人の神聖ローマ皇帝」を世襲してきた。そのためオーストリア民族という概念はなく、オーストリア人という概念はきわめて新しい。
ドイツ語を母語とするオーストリア人は全人口の91.1%を占める。この割合はドイツ、リヒテンシュタインとほぼ同じである。血統的にはゲルマン系にスラヴ系、ラテン系、ハンガリー系、トルコ系などが入り混じっているものの、ゲルマン系言語であるドイツ語を母語とするため、オーストリア人は通常ゲルマン民族とみなされる。
オーストリア人はドイツ人に含まれるのか、という問題は戦後意識的に避けられてきたが、近年急速にクローズアップされている。もともとオーストリアはプロイセン、バイエルンなどと同じくドイツを構成する分邦のひとつであり（古くはバイエルンの一部であり、ドイツ人を支族別に分けるとオーストリア人はバイエルン族である）、しかも12 - 19世紀の間、オーストリア大公家であるハプスブルク家がドイツ帝国（神聖ローマ帝国）の帝位やドイツ連邦議長国の座を独占していた。形骸化していたとはいえ、神聖ローマ帝国が長年ドイツ諸邦の盟主だった歴史は無視できない。オーストリア=ハンガリー二重帝国の崩壊によって、オーストリアの国土が民族ドイツ人居住地域に限定されると、左右を問わずにドイツへの合併を求める声が高まり、第一次大戦敗戦直後は「ドイツ・オーストリア共和国」という国名を名乗っており、国歌の歌詞には「ドイツ人の国」という言葉が1930年代まで残っていた。1945年のブリタニカ百科事典には、オーストリアをドイツから除外した小ドイツ主義のビスマルク体制の方が歴史的例外であり、ヒトラーの独墺合併は元の自然な形に戻したにすぎないという記述があり、連合国側にすら戦後の統一ドイツ維持を支持する見方があったことを伺わせる。しかし、この民族自決論を逆手に取ったオーストリア人のヒトラーの行為に対する反省から、戦後は「ドイツ人と異なるオーストリア人」という国民意識が誕生し、浸透した。ドイツ側はさらにソヴィエト占領地区の分離が余儀なくされていた。こうして3つの国家（オーストリア、東ドイツ、西ドイツ）、2つの国民、1つの民族と呼ばれる時代が始まる。オーストリア側ではドイツ人と別個の国民であるという意識が育ち、さらにはエスニシティにおいてもドイツ民族とは異なるオーストリア民族であると自己規定する人も現れた。しかしながら、ドイツ統一・欧州連合加盟以降、ドイツ民族主義が再び急伸した。2000年から2007年にかけて、ドイツ民族主義者系の極右政党が連立与党に加わり、国際的に波紋を呼んだのもそうした風潮と関連している。
「ドイツ人」という言葉には、国家・国民以前に「ドイツ語を話す人」というニュアンスが強い。ゲルマン民族が西進しフランク王国を立てたのち、西部や南部でラテン語との同化を選択した勢力（フランス人、イタリア人、スペイン人の一部の先祖となる）には加わらず、もともとのゲルマン語を守り続けてきた東フランク人が「ドイッチュ」（古来は民衆を意味した。当初ラテン語が支配階層のみで使われたため）の名でドイツ人の先祖となったためである。その後、ドイツ語は英語やフランス語と違い、ほとんど他民族では母語化しなかったため、言語と民族概念とが不可分となっている。オーストリアでは「ドイッチェ～」で始まる市町村名が、東南部をはじめ数多く見られるが、これらの名称も今日となってはドイツ人の街と解釈するのかドイツ語の街と解釈するのかは微妙である。いずれにせよ、ドイツ連邦共和国よりもオーストリアの方にこの地名が多く見られるのは、ドイツ圏全体からは東南に偏して他民族地域との境界に接し「ドイツ」を強調する必要があった地域特性を示している。また、オーストリアを多民族国家として論じる場合、現在の版図では9割を占める最多数派の民族を「ドイツ人」と呼ばざるをえないという事情もある（ゲルマン人では曖昧すぎ、オーストリア人と呼んでしまうと、少数民族はオーストリア人ではないのかということになってしまう。これは、移民の歴史が古く、民族名とは異なる国号を採用した同国ならではのジレンマである）。1970年代におけるブルゲンラント州、ケルンテン州でのハンガリー系、スラブ系住民の比率調査では、もう一方の選択肢は「ドイツ人」だった。近年の民族主義的傾向には、こうした言語民族文化の再確認という側面が見られる反面、拡大EUにおける一等市民＝ドイツ人として差別主義的に結束しようとする傾向も否めない。
今日ウィーン市内では、ドイツ国歌を高唱する右派の学生集会なども見られる。ただし、元をただせば現在のドイツ国歌は、ハイドンが神聖ローマ帝国最後の皇帝フランツ2世を讃えるために作曲した『神よ、皇帝フランツを守り給え』の歌詞を替えたものであり、19世紀後半にはオーストリア帝国の国歌となっていた。ナポレオン戦争における神聖ローマ帝国の勝利と帝国の権威維持を祈願して当曲が作られた当時はオーストリア国家は存在せず、アウステルリッツの戦いに敗戦してローマ帝位を辞するまでフランツ2世は形式的には直轄地オーストリア地域をふくめる全ドイツ人の皇帝だったため、両国共通のルーツを持つ歌ともいえる（ちなみに先代のハプスブルク家当主のオットー・フォン・ハプスブルクは1999年まで欧州議会議員を西ドイツ選出でつとめた）。しかし、外国人観光客が右翼学生たちを奇異な目で見るのは、国歌のメロディではなく、政治的には外国であるドイツを「わが祖国」と連呼する歌詞をそのまま歌っている点である。
ブルゲンラント州は1921年まではハンガリー王国側だったため、今日でもハンガリー系、クロアチア系が多い。ケルンテン州にはスロベニア系も居住している。両州の少数民族は1970年代の調査によれば1 - 2%であるが、自己申告制であるため、実際にはドイツ人と申告した中にもかなりの外国系住民が含まれると思われる。そのため、標識や学校授業に第2言語を取り入れている地域もある。
外国人や移民は人口の9.8%を占め、ヨーロッパ有数の移民受入国である。その多くがトルコ人と旧ユーゴスラビア諸国出身者である。

### 言語

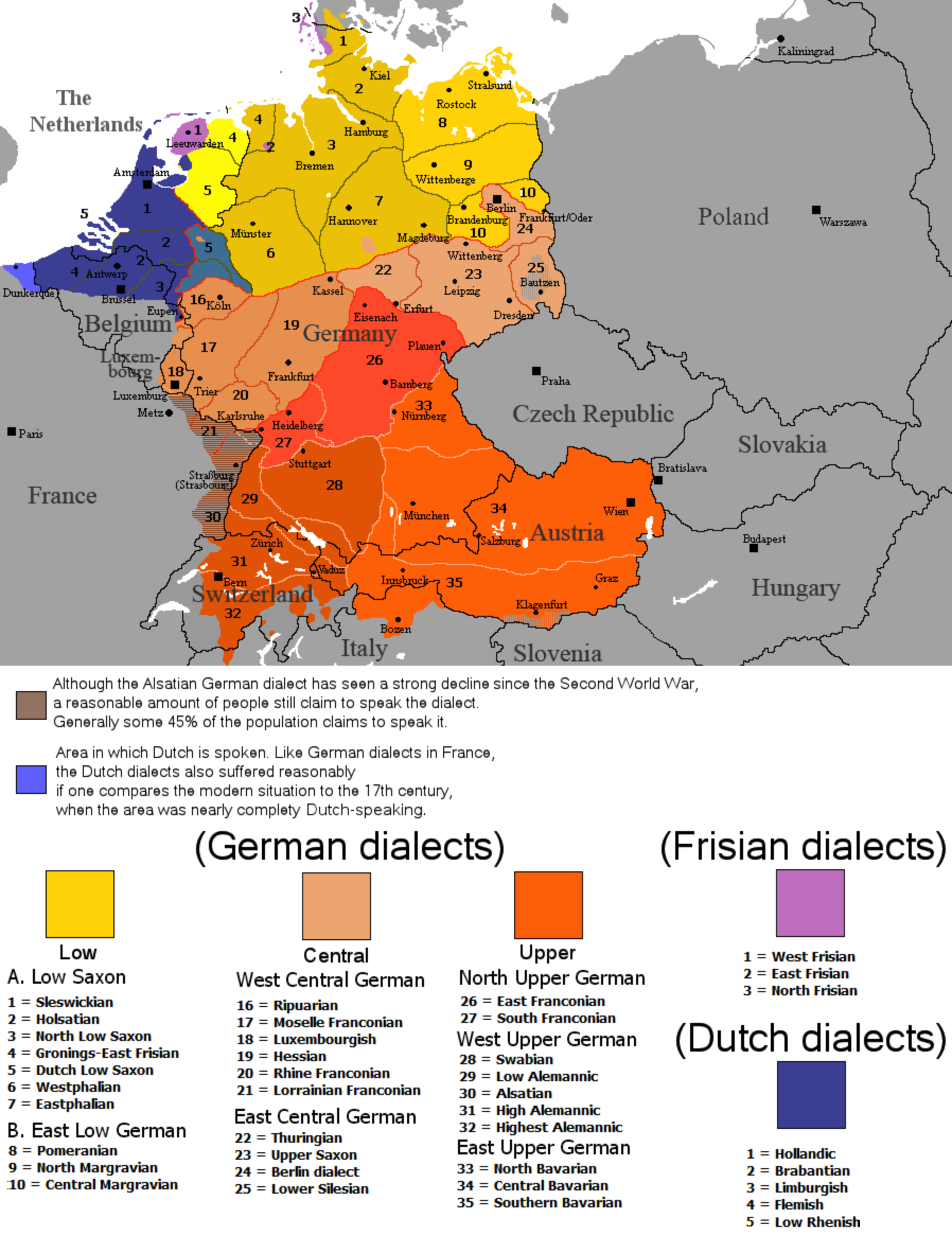
オーストリアを含むドイツ語の方言区分

ドイツ語が公用語であり、ほとんどの住民が日常使っている言語でもある。ただし、日常の口語で使われているのは標準ドイツ語ではなく、ドイツ南部などと同じ上部ドイツ語（Oberdeutsch）系の方言（オーストリアドイツ語）である。この方言は、フォアアールベルク州で話されているもの（スイスドイツ語に近い）を除き、バイエルンと同じ区画に属するバイエルン・オーストリア語である。オーストリアでは、テレビ、ラジオの放送などでは標準ドイツ語が使われているが、独特の発音や言い回しが残っているため、ドイツで使われている標準ドイツ語とは異なる。標準ドイツ語では有声で発音されるsの音はオーストリアにおいては無声で発音されることが多い。
またオーストリア内でも多くの違いがあり、ウィーンやグラーツなどで話されている東オーストリアの方言と西オーストリアのチロル州の方言は随分異なる。
東オーストリアの方言では
- -l
  - Mädl（Mädchen）
  - nの後にlがくる場合、nがdになる：Pfandl（< Pfann(e) フライパン）、Mandl（< Mann 人、男性）
- -erl
  - Kipferl
  - Ein Momenterl （少々お待ちください）

となる。
南部のケルンテン州にはスロベニア人も居住し、Windisch（ドイツ語とスロベニア語の混声語）と呼ばれる方言も話されている。首都ウィーンの方言は「ヴィーナリッシュ（ウィーン訛り）」として知られ、かつてのオーストリア＝ハンガリー帝国の領土だったハンガリー・チェコ・イタリアなどの諸国の言語の影響が残っていると言われている。
また、単語レベルでみた場合、ドイツと異なる語彙も数多く存在するほか、ドイツとオーストリアで意味が異なる単語もあるため注意が必要である。
- Kategorie:Österreichische Sprache - オーストリアのドイツ語に関するリンク集。

### 婚姻
婚姻の際、2013年までは、原則として「夫または妻の氏（その決定がない場合は夫の氏）を称する（同氏）。自己の氏を後置することもできる」とされていた。しかし2013年4月以降、「婚前に特に手続きしない限り、原則として婚前の氏を保持する（夫婦別姓が原則）」と変更された。これまで通りの選択も可能であるが、その場合婚前に手続きが必要となる。また、別姓での結婚において夫婦が子の姓について合意できない場合は母の姓となる規定がある。これには母子家庭以外でも子が母の姓を名乗るケースを認めることで、親子関係と姓で婚外子だと分からないようにするという、婚外子差別をなくす意味合いがある。2019年1月1日より同性結婚が可能になった。

### 宗教
宗教は、553万人（66.0%）がローマ・カトリックに属している（2009年）。プロテスタントのうち、約31万人（3.7%）がルター派のオーストリア福音主義教会アウクスブルク信仰告白派に、1万4,000人（0.165%）が改革派のオーストリア福音主義教会スイス信仰告白派に属している。51万5,914人（6.2%）がイスラム教に属している（2009年）。さらに、ユダヤ教もいる。

### 教育
3~5歳児を対象とする幼稚園での就学前教育を経た後は国民学校（Volksschule）での4年間の初等教育があり、国民学校卒業後の中等教育以降はギムナジウム（Gymnasium、中学校及び高等学校に8年間通った後大学へ入学するコース）とノイエミッテルスシューレ（Neue Mittelschule、4年間中学校に通学した後専門学校若しくはギムナジウム高等科へ入学するコース）の二つのコースから進路を決定できる。
新学期は9月からで、また首都のウィーンには日本人国際学校が存在する。
義務教育は6~15歳の9年間。

### 保健

#### 医療
国民だけでなく、在留資格のある外国人は国民健康保険に加入することができる。但し、保険料は収入で異なり、利用するまでに半年待たされる可能性がある。地方でさえも手厚い医療を受けられるように整備されている。2010年欧州ソブリン危機後、当時の保健大臣であったアロイス・ストーガーが医療費の上限を導入する必要があると声明発表。発表により、医療制度がさらに複雑化することが懸念された。2015年に先進国の中でオーストリアの加重薬物使用率が5位であったことを受け、薬物の危険性も指摘されている。

## 治安
2023年02月時点で外務省は、「オーストリアの治安状況は一見すると安全に思えますが、スリや置き引きなどの犯罪が頻繁に発生しており、日本の生活感覚のまま行動すると犯罪被害に遭いかねません。特に、観光地や空港、駅、公共交通機関の車内、ホテルのフロント、レストラン、カフェなどで貴重品の入ったカバンや財布が盗まれる被害が多数発生していることから、これらの場所や人混みの中を移動する場合は、所持品に十分な注意を払って行動してください。また、近年、夜間に駅のトイレなどで女性が強姦されるなどの性犯罪事件も増えています。人通りの少ない場所は昼間でも避け、また、夜間に外出する際は十分に注意してください」としている。
オーストリアは欧州諸国の中でも比較的治安情勢が安定しているものの軽犯罪などは多発していて、2022年の犯罪認知件数は約49万件と前年比で19％増加している。また大都市での駅周辺は夜間帯に窃盗等が発生する危険性が高く、比較的安全な国といえど外出の際はある程度の注意が必要となる。

## 文化

### 音楽

#### クラシック音楽

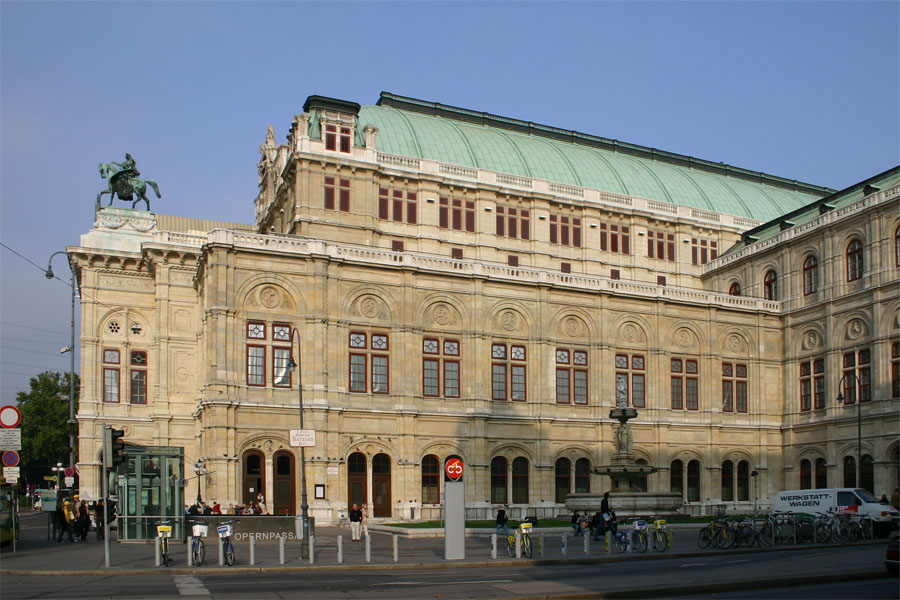
ウィーン国立歌劇場

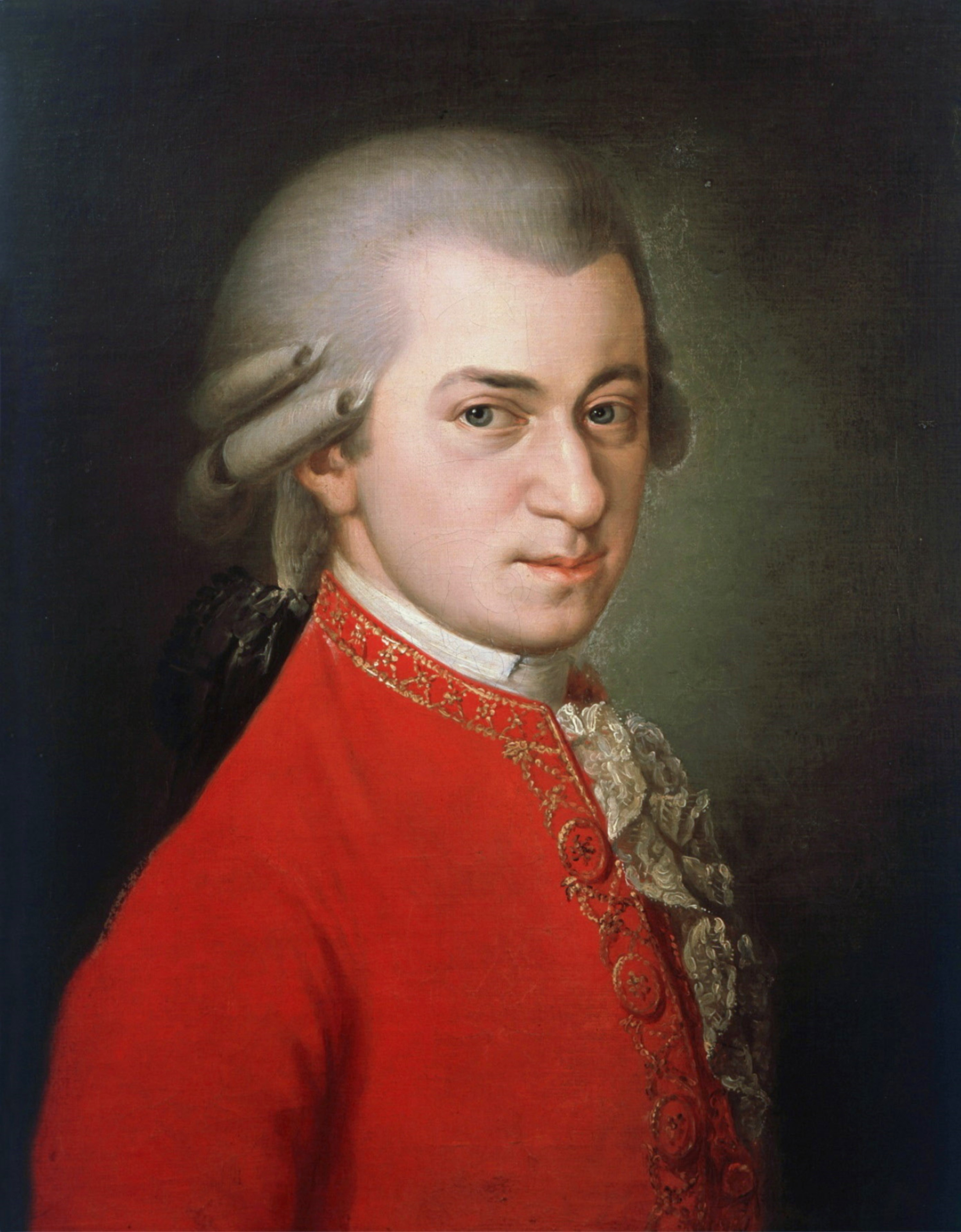
モーツァルトはザルツブルクに生まれ、25歳からウィーンに定住した

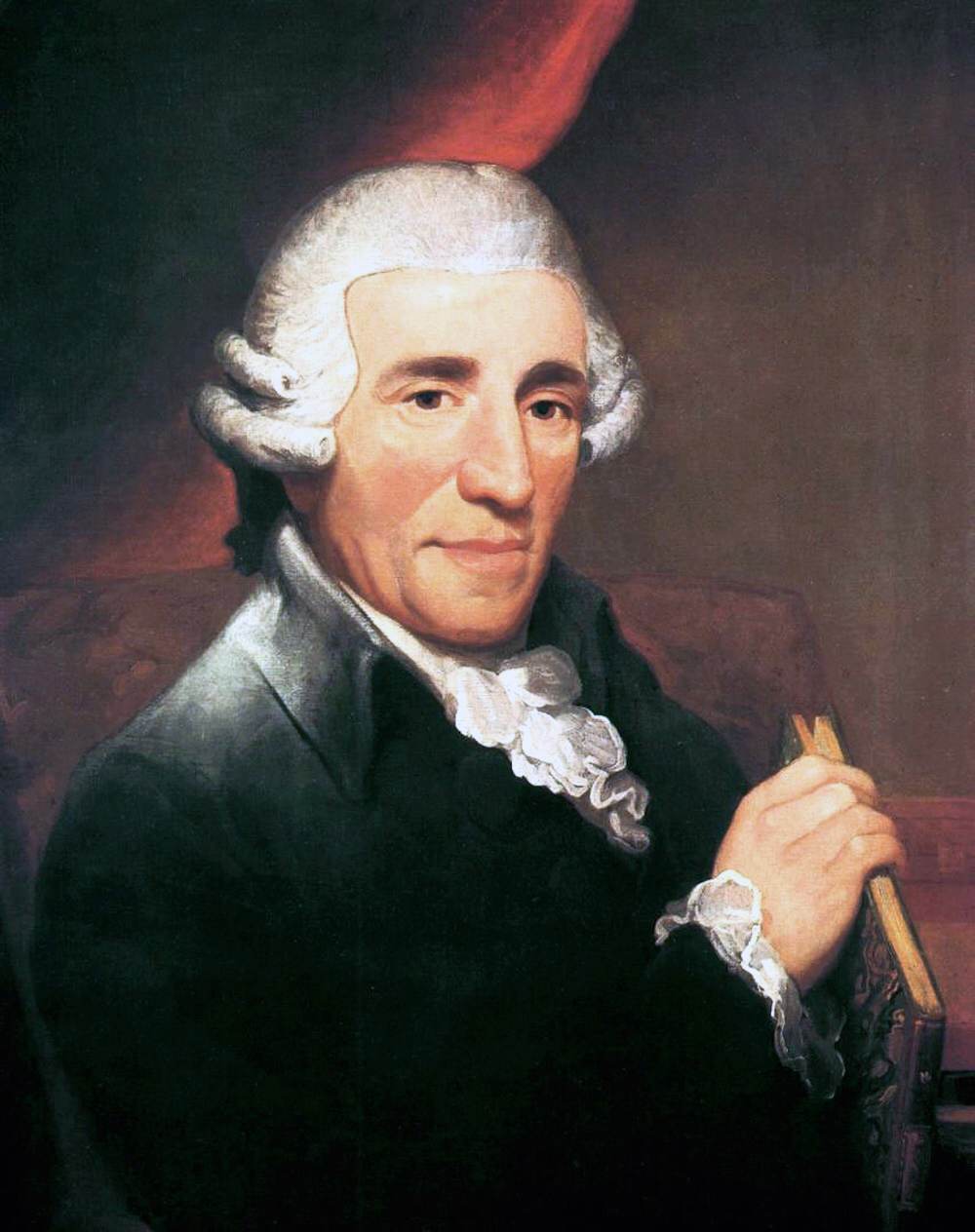
フランツ・ヨーゼフ・ハイドン

18世紀後半にウィーン古典派が興って以降、ウィーンはクラシック音楽における重要な都市となり、やがて「音楽の都」と呼ばれるようになった。オーストリア出身の重要な作曲家には、ハイドン、モーツァルト、シューベルト、ブルックナー、ヨハン・シュトラウス2世、マーラー、ベルクなどがいるが、いずれもウィーンを活動の拠点とした。このほか、ドイツ出身のベートーヴェン、ブラームスもウィーンで活動した。音楽家についてはオーストリアの作曲家を参照。
これらの伝統を引き継ぎ、演奏活動の面では現在もウィーンはクラシック音楽の重要な拠点となっている。
- オペラ・オペレッタ
  - ウィーン国立歌劇場
  - ウィーン・フォルクスオーパー
- 演奏団体
  - ウィーン・フィルハーモニー管弦楽団
  - ウィーン交響楽団
  - ウィーン・トーンキュンストラー管弦楽団
  - ザルツブルク・モーツァルテウム管弦楽団
  - ウィーン・ヨハン・シュトラウス管弦楽団
- 祝祭上演
  - ザルツブルク音楽祭
  - ザルツブルク復活祭音楽祭
  - ザルツブルク聖霊降臨祭音楽祭
  - ザルツブルク国際モーツァルト週間
  - ブレゲンツ音楽祭

### 世界遺産
ユネスコの世界遺産リストに登録された文化遺産が7件存在する。さらにハンガリーにまたがって1件の文化遺産が登録されている。

### 祝祭日
| 日付     | 日本語表記         | 現地語表記                  | 備考                                   |
| -------- | ------------------ | --------------------------- | -------------------------------------- |
| 1月1日   | 元日               | Neujahr                     |                                        |
| 1月6日   | 公現祭             | Heilige Drei Könige         |                                        |
| 移動祝日 | 復活祭の日曜日     | Ostersonntag                |                                        |
| 移動祝日 | 復活祭の月曜日     | Ostermontag                 |                                        |
| 5月1日   | メーデー           | Tag der Arbeit              |                                        |
| 移動祝日 | 主の昇天           | Christi Himmelfahrt         | 復活祭から40日目の木曜日               |
| 移動祝日 | 聖霊降臨祭         | Pfingstsonntag              |                                        |
| 移動祝日 | 聖霊降臨祭の月曜日 | Pfingstmontag               |                                        |
| 移動祝日 | 聖体の祝日         | Fronleichnam                | 聖霊降臨祭から12日目の木曜日           |
| 8月15日  | 聖母の被昇天       | Mariä Himmelfahrt           |                                        |
| 10月26日 | 建国記念日         | Nationalfeiertag            | 1955年に永世中立国宣言をしたことによる |
| 11月1日  | 諸聖人の日         | Allerheiligen               |                                        |
| 12月8日  | 無原罪の聖母の祝日 | Mariä Empfängnis            |                                        |
| 12月24日 | クリスマスイブ     | Heilig Abend（Weihnachten） |                                        |
| 12月25日 | クリスマス         | Christtag                   |                                        |
| 12月26日 | 聖ステファノの祝日 | Stefanitag                  |                                        |

### スポーツ
サッカー
オーストリア国内ではサッカーが最も人気のスポーツとなっており、今から110年以上前の1911年にプロサッカーリーグの『ブンデスリーガ』が創設された。さらに1924年には2部リーグの『2.ブンデスリーガ』も創設されており、1部と2部の全チームが完全なプロリーグとして運営されていた。名門クラブとしてレッドブル・ザルツブルクが存在し、2017年に国際サッカー歴史統計連盟（IFFHS）が発表したクラブ世界ランキングで10位にランクされた。
オーストリアサッカー協会（ÖFB）によって編成されるサッカーオーストリア代表は、一般的に古豪として認識されている。これまでFIFAワールドカップには7度の出場歴があり、1954年大会では3位に輝いている。しかしUEFA欧州選手権には2008年大会でようやく初出場を果たし、2021年大会で初めてグループリーグを突破しベスト16に進出した。有名な選手としては、バイエルン・ミュンヘンやレアル・マドリードで活躍しているダヴィド・アラバなどが挙げられる。
ウィンタースポーツ
冬季オリンピックで数多くのメダルを獲得することから分かるように、オーストリアでもその寒冷な気候と山がちな地形を利用したウィンタースポーツが盛んに行われている。過去にはインスブルックで1964年と1976年の冬季オリンピック、1984年と1988年の冬季パラリンピック、2012年の冬季ユースオリンピックが開催された。ウィンタースポーツの中でも、アルペンスキーは絶大な人気を誇り、冬季オリンピックで計4個のメダルを獲得しているヘルマン・マイヤーは国民的スターでもある。2006-2007年シーズンでは男女計12種目のうち、実に7種目をオーストリア人選手が制覇している。ライフル射撃競技とクロスカントリースキーを組み合わせたバイアスロンの強豪国でもあり、国際スキー連盟とは独立している国際バイアスロン連合は、その本部をオーストリアのザルツブルクに置いている。
ノルディックスキーもオーストリア国内で人気が高く、ノルウェー、フィンランド、ドイツとともに強豪国として名高い。アンドレアス・ゴルトベルガー（ジャンプ1993年、1995年、1996年FIS・W杯総合優勝）、フェリックス・ゴットヴァルト（ノルディック複合2001年FIS・W杯総合優勝）、トーマス・モルゲンシュテルン（ジャンプ2008年FIS・W杯総合優勝）といった有名選手を輩出している。近年では2006年トリノオリンピックのジャンプ競技で金メダルを獲得している。
モータースポーツ

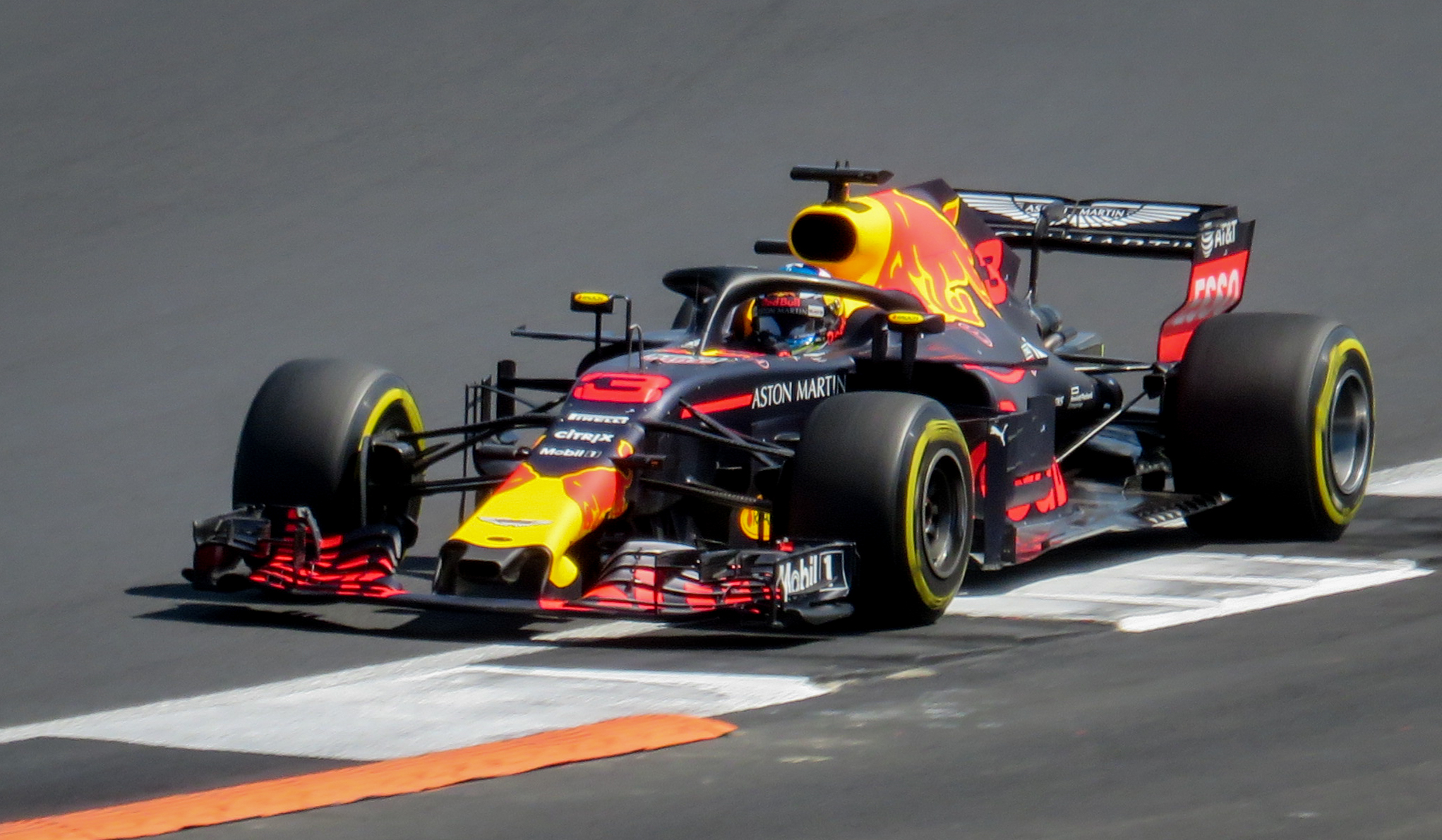
F1のレッドブル・レーシング

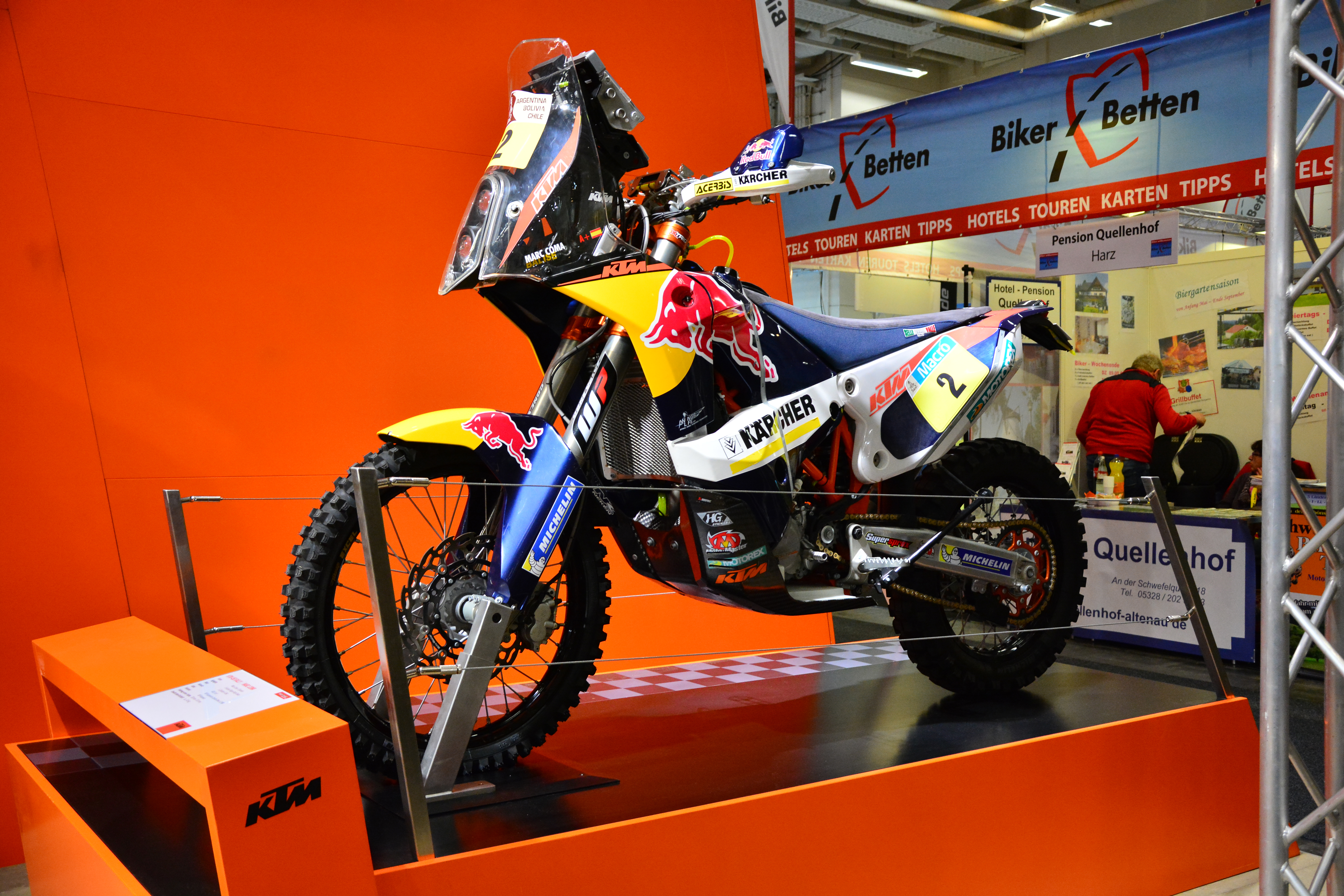
ラリーレイドのレッドブル・KTM

モータースポーツは、オーストリアで3番目に人気のあるスポーツである（スキーとサッカーに次ぐ）。数人のオーストリアのドライバーがF1で成功を収めている。最も有名なドライバーは3度のF1世界チャンピオンであるウィーン出身のニキ・ラウダである。彼はニュルブルクリンクの大事故で瀕死の重症を負いながらも3度の世界チャンピオン（1975年、1977年、1984年）を獲得、25歳でF1世界チャンピオンシップを奪取した7番目のドライバーである。
ヨッヘン・リントもモンツァ・サーキットのレースで事故死後、故人として1970年の世界チャンピオンとなった。リントはまた、1965年のルマン24時間レースでも優勝した。ゲルハルト・ベルガーも1988年と1994年にチャンピオンシップ3位にランクインし、10回のグランプリ勝利と48回の表彰台を獲得した。
近年は2010年から2013年にかけてF1の製造者部門（コンストラクター）で4連覇を果たし、2021年からホンダエンジンで再び選手権を連覇しているレッドブル・レーシングが最も知られる。
F1オーストリアグランプリは1963年、1964年、1970年から1987年、1997年から2003年、そして2014年から開催されている。
モータースポーツの上位2つの会場は、エステルライヒリンクとザルツブルクリンクである。前者はオーストリアグランプリ、オーストリアモーターサイクルグランプリ、そして1000kmのツェルトベク耐久スポーツカーレースを主催した。後者はまた、オーストリアのオートバイグランプリ、スーパーバイク世界選手権、ヨーロッパのフォーミュラ2選手権、そしてドイツツーリングカー選手権やスーパーツーリングカー選手権などのドイツのトップシリーズを開催した。
KTMは主にオフロードバイクでの実績が多く、モトクロスやエンデューロの世界選手権で長らくトップチームとして活躍している。特にダカール・ラリーの二輪部門で18連覇という金字塔を打ち立てている。ホンダをはじめ、日本メーカーが圧倒的な力で支配する二輪モータースポーツの世界でこの記録は驚異的といえる。KTMはハスクバーナ（旧フサベルとの合併）、ガスガスといったメーカーも接収して基本設計も共通化しており、その勢力は強大なものになっている。KTM/ハスクバーナ/ガスガス連合はサーキットレースでも存在感を示し始めており、2021年時点でMoto3で4度王者を輩出している。オーストリア人ライダーとしてはマティアス・ウォークナーが2018年にKTMでダカール王者となっている。MotoGPでは1954年にルパート・ホラースが一度125ccでタイトルを獲得したきりとなっている。
ヤマハ発動機の耐久レースのファクトリーチームでもあるYART（ヤマハ・オーストリア・レーシング・チーム）はオーストリアのチームである。
このほかダカール・ラリーで建機メーカーのピンツガウアーが第一回大会でトラック最上位を獲得している（当時は部門として見做されなかったので優勝扱いにはならず）。また日野自動車に唯一のトラック部門優勝をもたらしたJP-ライフもオーストリア人である。
自転車競技
自転車ロードレースでは、ゲオルク・トーチニヒやベルンハルト・アイゼルがツール・ド・フランスやジロ・デ・イタリアといった世界最高峰のレースで活躍した。現在はパトリック・コンラートやマティアス・ブレンドレなどが知られている。オーストリア最大のステージレース（複数の日数にわたって行われるレース）「エースターライヒ・ルントファールト」はUCIプロシリーズという上から二番目のカテゴリーに分類されており、ツール・ド・フランスと同時期の7月に開催されるが、その年のツール・ド・フランスに出場しない大物選手が数多く出場している。

## 著名な出身者

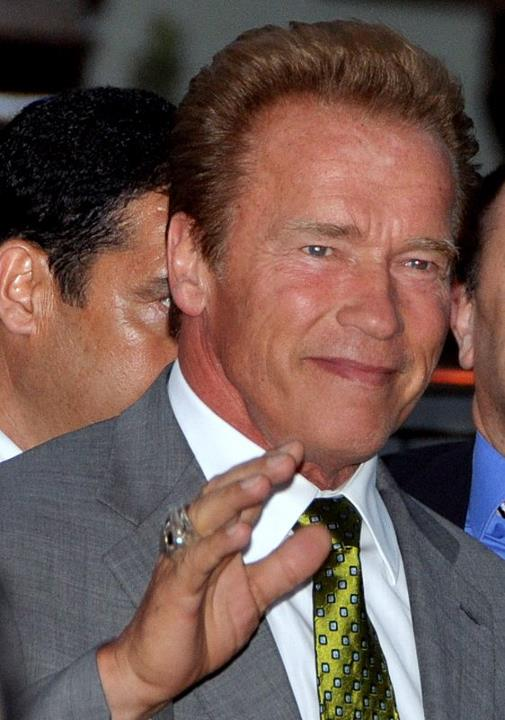
アーノルド・シュワルツェネッガー (2012年)
彼は現在のオーストリア共和国成立後、もっとも世界的に有名になったオーストリア出身者の一人である。

ウィーンでは、かつてのオーストリア＝ハンガリー帝国の各地（イタリア 〈南チロル〉、ハンガリー、チェコ、スロバキア、ポーランド 〈ガリツィア〉、スロベニア、クロアチア、ルーマニア、ブコビナ）の出身者が活躍した。